# اتحاد جماهیر شوروی
اتحاد جماهیر شوروی سوسیالیستی (به روسی: Союз Советских Социалистических Республик) یا به‌صورت کوتاه‌شده شوروی (به روسی: Совет) یا СССР یک کشور فراقاره‌ای با حکومت سوسیالیستی فدرال بود که در سال ۱۹۲۲ میلادی به‌وجود آمد و در ۱۹۹۱ میلادی فروپاشید. این حکومت اتحادیه‌ای متشکل از روسیه و چندین جمهوری دیگر در شمال اوراسیا بود که تحت حاکمیت یک نظام تک‌حزبی به نام حزب کمونیست شوروی بودند. پایتخت آن مسکو در جمهوری فدراتیو سوسیالیستی روسیه شوروی، بزرگ‌ترین جمهوری شوروی قرار داشت. از دیگر مراکز مهم این اتحادیه می‌توان به لنینگراد (روسیه شوروی)، کی‌یف (اوکراین شوروی)، مینسک (بلاروس شوروی)، تاشکند (ازبکستان شوروی) و آلماتی (قزاقستان شوروی) اشاره کرد. شوروی از نظر مساحت بزرگ‌ترین کشور جهان بود و فاصلهٔ شرق تا غرب آن بیش از ۱۰ هزار کیلومتر و شمال تا جنوب آن بیش از ۷٬۲۰۰ کیلومتر، و دارای ۱۱ منطقهٔ زمانی بود. بیشتر اروپای شرقی، مناطقی از اروپای شمالی و تقریباً تمامی آسیای شمالی و مرکزی تحت حاکمیت این حکومت بودند. مناطق آب‌وهوایی زیادی از جمله توندرایی، تایگایی، استپی، بیابانی و کوهستانی شامل این کشور بود و جمعیت گوناگون آن در مجموع با عنوان «مردمان شوروی» شناخته می‌شدند.
اتحاد جماهیر شوروی درنتیجهٔ انقلاب اکتبر سال ۱۹۱۷ که طی آن بلشویک‌ها به رهبری ولادیمیر لنین، دولت موقتی را که جایگزین امپراتوری روسیه شده بود، سرنگون کردند، روی کار آمد. آن‌ها جمهوری شوروی روسیه را تأسیس کردند. جنگ داخلی میان ارتش سرخ و بسیاری از نیروهای ضد بلشویک در سراسر امپراتوری پیشین که بزرگ‌ترین آن‌ها ارتش سفید بود، شروع شد. با وجود کمک‌های شدید قدرت‌های غربی نظیر بریتانیا به ارتش سفید، بلشویک‌ها اندک اندک قدرت را به‌دست گرفته و در پایان در سال ۱۹۲۲ پیروز شدند و اتحاد جماهیر شوروی را با اتحاد جمهوری‌های روسیه، ماورای قفقاز، اوکراین و بلاروس تشکیل دادند. سیاست جدید اقتصادی که توسط لنین معرفی شد، منجر به بازگشت نسبی بازار آزاد شد. این سیاست منجر به یک بهبود اقتصادی گشت. به‌دنبال مرگ لنین در سال ۱۹۲۴، ژوزف استالین به قدرت رسید. استالین همهٔ مخالفان سیاسی خود در داخل حزب کمونیست را سرکوب کرد و یک اقتصاد برنامه‌ریزی‌شدهٔ متمرکز را به اجرا گذاشت (برنامه‌های پنج‌ساله). در نتیجه این کشور یک دورهٔ صنعتی‌سازی سریع را تجربه کرد که منجر به رشد اقتصادی چشمگیری شد و شوروی به را به دومین قدرت صنعتی جهان پس از ایالات متحدهٔ آمریکا تبدیل کرد، اما همچنین منجر به قحطی مصنوعی در سال‌های ۱۹۳۲ و ۱۹۳۳ شد و اردوگاه‌های کار اجباری گولاگ را که در سال ۱۹۱۸ تأسیس شده بود، گسترش داد. استالین همچنین پاکسازی بزرگ را آغاز کرد تا مخالفان خود را در میان رهبران نظامی، اعضای حزب کمونیست و شهروندان عادی از میان بردارد در نتیجهٔ این افراد به کار اجباری در گولاگ یا اعدام محکوم شدند. در ۲۳ اوت ۱۹۳۹ شوروی یک پیمان عدم تجاوز را با آلمان امضا کرد. پس از آغاز جنگ جهانی دوم، شوروی که رسماً بی‌طرف بود، به چندین کشور اروپای شرقی ازجمله شرق لهستان و کشورهای بالتیک حمله برد و آن‌ها را ضمیمهٔ خاک خود کرد، همچنین با حمله به رومانی و فنلاند بخش‌هایی از آنان را به خود ضمیمه کرد (جنگ زمستان و بسارابیا).
ژوئن سال ۱۹۴۱، آلمان در عملیات بارباروسا به این کشور حمله کرد که باعث وقوع بزرگ‌ترین و خونین‌ترین جنگ در تاریخ بشری شد. شوروی در جنگ جهانی دوم نزدیک به ۲۸ میلیون سرباز، شبه نظامی و غیرنظامی خود را از دست داد که از مهم‌ترین و تأثیرگذارترین این جنگ‌ها می‌توان به نبرد استالینگراد اشاره کرد که نقطه عطفی در جنگ جهانی دوم بود و شوروی را از مقیاس مدافع به مهاجم بدل کرد. سرانجام نیروهای شوروی برلین را تصرف کرده و در ۹ مه ۱۹۴۵ در جنگ جهانی دوم در اروپا پیروز شدند. سرزمین‌هایی که توسط ارتش سرخ تسخیر شدند، به کشورهای بلوک شرق یا پیمان ورشو تبدیل شدند.
جنگ سرد در سال ۱۹۴۷ به‌عنوان یک نتیجه از تسلط شوروی در اروپای شرقی آغاز شد، به‌دنبال مرگ استالین در سال ۱۹۵۳، دوره‌ای معروف به استالین‌زدایی و ذوب خروشچف به رهبری نیکیتا خروشچف آغاز شد. این کشور به‌سرعت توسعه یافت، زیرا میلیون‌ها دهقان به شهرهای صنعتی منتقل شدند. اتحاد جماهیر شوروی با فرستادن اسپوتنیک-۱، نخستین ماهوارهٔ جهان و یوری گاگارین، نخستین انسان تاریخ به فضا توانست در مسابقهٔ فضایی پیشتاز شود. در دههٔ ۱۹۷۰ میلادی روابط کوتاهی با ایالات متحده به وجود آمد، اما با حملهٔ اتحاد جماهیر شوروی در سال ۱۹۷۹ به افغانستان تنش‌ها ازسرگرفته شد. این جنگ منابع اقتصادی این کشور را تخلیه کرد و در مقابل با کمک‌های بسیار ایالات متحدهٔ آمریکا به مجاهدین افغانستان برطرف شد. در اواسط دههٔ ۱۹۸۰، واپسین رهبر اتحاد جماهیر شوروی، میخائیل گورباچف، با سیاست‌های گلاسنوست و پرسترویکا تلاش در اصلاح و آزادسازی بیشتر اقتصاد داشت. جنگ سرد در دوران وی به پایان رسید و در سال ۱۹۸۹ کشورهای هم پیمان ورشو در اروپای شرقی رژیم‌های مارکسیست-لنینیست خود را سرنگون کردند. این امر منجر به ظهور جنبش‌های ملی‌گرایانه و جدایی‌طلبانه در داخل اتحاد جماهیر شوروی سوسیالیستی نیز شد. در اوت ۱۹۹۱، تندروهای حزب کمونیست اقدام به کودتا کردند. این کودتا به رهبری بوریس یلتسین شکست خورد و باعث ممنوعیت موقت حزب کمونیست و نامداری بیشتر یلتسین شد. در ۲۵ دسامبر ۱۹۹۱، گورباچف استعفا داد و دوازده جمهوری تشکیل‌دهندهٔ باقی‌مانده از انحلال اتحاد جماهیر شوروی به‌عنوان کشورهای مستقل پساشوروی ظهور کردند. روسیه حقوق و تعهدات اتحاد جماهیر شوروی را برعهده گرفت و به‌عنوان جانشین حقوقی آن به‌عنوان یکی از بنیادگذاران اصلی سازمان ملل متحد به‌عنوان یکی از پنج عضو دائم شورای امنیت سازمان ملل متحد شناخته شد.
این کشور دارای اقتصادی بزرگ و بزرگ‌ترین ارتش در جهان بود. اتحاد جماهیر شوروی سوسیالیستی دومین کشوری بود که به سلاح هسته‌ای دست یافت. این کشور یکی از اعضای دائمی شورای امنیت سازمان ملل متحد و همچنین عضوی از سازمان امنیت و همکاری در اروپا، کمینترن و عضو برجسته شورای کمک اقتصادی متقابل و پیمان ورشو بود. پیش از انحلال، این کشور از طریق هژمونی در اروپای شرقی، قدرت نظامی، قدرت اقتصادی، کمک به کشورهای در حال توسعه و پژوهش‌های علمی، به‌ویژه در فناوری فضایی، به‌مدت چهار دهه پس از جنگ جهانی دوم، وضعیت خود را به‌عنوان یکی از دو ابرقدرت جهان حفظ کرده بود.

## نام
در کشاکش انقلاب فوریه، برای مبارزه با امپراتوری روسیه گروه‌های مختلف کارگری و دهقانی شکل گرفت که مهم‌ترین آن‌ها سُوییِت پِتروگِراد(Совет Петроград) یعنی «شوراهای پتروگراد» بود که دلیل این نامگذاری رایزنی سوسیالیست‌ها در پایتخت آن زمان روسیه یعنی پتروگراد بود.
نام روسی Совет که در زبان فارسی معنای «شوروی» یافت، از همین‌جا نشأت گرفت. کلمه شوروی اسم جمع شوراها است، در نتیجه نام کامل آن به معنای اتحاد جمهوری‌های سوسیالیستی دارای شورا است.
در انگلیسی نیز واژه شوروی را از(Совет)روسی گَرته برداری کردند، و به آن(Soviet) گفتند.
نام کشور در زبان انگلیسی(Union of Soviet Socialist Republics)
نامیده می‌شد که به کوتاه‌شده آن (U.S.S.R) می‌گویند.

## تاریخ

### از ورود امپراتوری روسیه به جنگ جهانی اول تا انقلاب اکتبر و سرنگونی آن «۱۹۱۷–۱۹۱۴»
در اوت ۱۹۱۴ امپراتوری روسیه وارد جنگ جهانی اول شد. نخست تنها بلشویک‌ها و انقلابیون سوسیالیست، مخالف جنگ بودند اما شکست‌های روسیه حامیان امپراتوری را به حداقل رساند. انقلاب نخستین بار توسط خود دهقانان و کارگران و سربازان ناراضی از جنگ و سلطنت در فوریه ۱۹۱۵ (که به انقلاب فوریه معروف است) صورت گرفت. در واقع بلشویک‌ها در انقلاب فوریه هیچ نقش خاصی نداشتند. در کشاکش انقلاب فوریه، گروه‌های مختلف کارگری و دهقانی شکل گرفت که مهم‌ترین آن‌ها سُویِت پتروگراد بود و لئون تروتسکی یکی از سران این گروه بود که سپس با نفوذ در دولت موقت نخست‌وزیر شد. اختلاف اصلی میان سوسیالیست‌ها اینجا اتفاق افتاد که عده‌ای انقلاب را اجتناب ناپذیر می‌دانستند؛ اما عده‌ای خواهان اصلاحات از طریق دولت موقت بودند. اینجا بود که میان صاحبان مقام میان سوسیالیست‌ها و اشخاصی که حرف‌هایشان توسط مردم انجام می‌شد، اختلافی صورت گرفت که باعث شد ولادیمیر لنین با تفسیری که خود از مارکسیسم داشت به نام مارکسیسم-لنینیسم حمایت مردم را به خود جلب کرد و جالب اینجاست اتفاقاتی که در آینده برای شوروی پیش‌آمد و تصمیمات دولت تضاد علنی با نظرات مارکس و حتی لنین داشت. کارل مارکس در کتاب «ایدئولوژی آلمانی» می‌نویسد: «در جامعه کمونیسم که دایره آزادی هر فرد بیش از همیشه است و وی می‌تواند در رشته مورد علاقه به موفقیت دست پیدا کند، جامعه فرایند تولید را کنترل می‌کند و بنابراین فردی مثل من می‌تواند امروز کاری انجام دهد و فردا کار دیگری، صبح شکار کند، پس‌ازظهر ماهی‌گیری کند، شب گله را به چرا ببرد، پس از شام هم به انتقاد بپردازد، همان چیزی که در ذهنش است را اجرا کند بدون آنکه شکارچی، ماهیگیر، چوپان یا نقاد باشد.» انقلاب اکتبر به رهبری بلشویک‌ها صورت گرفت. بلشویک‌ها و ولادیمیر لنین حمایت دهقانان را با اجازه دادن برای اداره زمین‌های خودشان به دست خودشان و تشکیل شوراهای دهقانی، سربازان خسته از جنگ را با اطاعت نکردن از فرماندهانشان و همین‌طور حمایت کارگران را به دست آوردند و به سُویِت‌ها نفوذ کردند و با این که رهبران معتدل سوسیالیست در شوراها مخالف آن‌ها بودند، اما در یک کشاکش، قدرت را سُویِت‌ها به دست گرفتند و انقلاب را هدایت کردند تا دولت را به رهبری لنین به ثبات رساندند. سرانجام در اکتبر سال ۱۹۱۷، انقلاب مردم روسیه به ثمر نشست. واپسین امپراتور روسیه، نیکلای دوم، که بیمار بود، در کاخ پترهوف در سن پترزبورگ بود، اما مردم و بلشویک‌های خشمگین، سرانجام به آن کاخ ریختند و نیکلای دوم و خاندانش را به یکاترینبورگ تبعید کرده و سپس همان‌جا تیربارانشان کردند. بالاخره حزب بلشویک به رهبری ولادیمیر لنین قدرت را در این کشور به دست گرفت و به بیش از ۳۰۰ سال سلطه دودمان رومانوف بر روسیه پایان داد و امپراتوری روسیه سرنگون شد.

### از تشکیل جمهوری روسیه تا تأسیس اتحاد جماهیر شوروی سوسیالیستی «۱۹۲۲–۱۹۱۷»

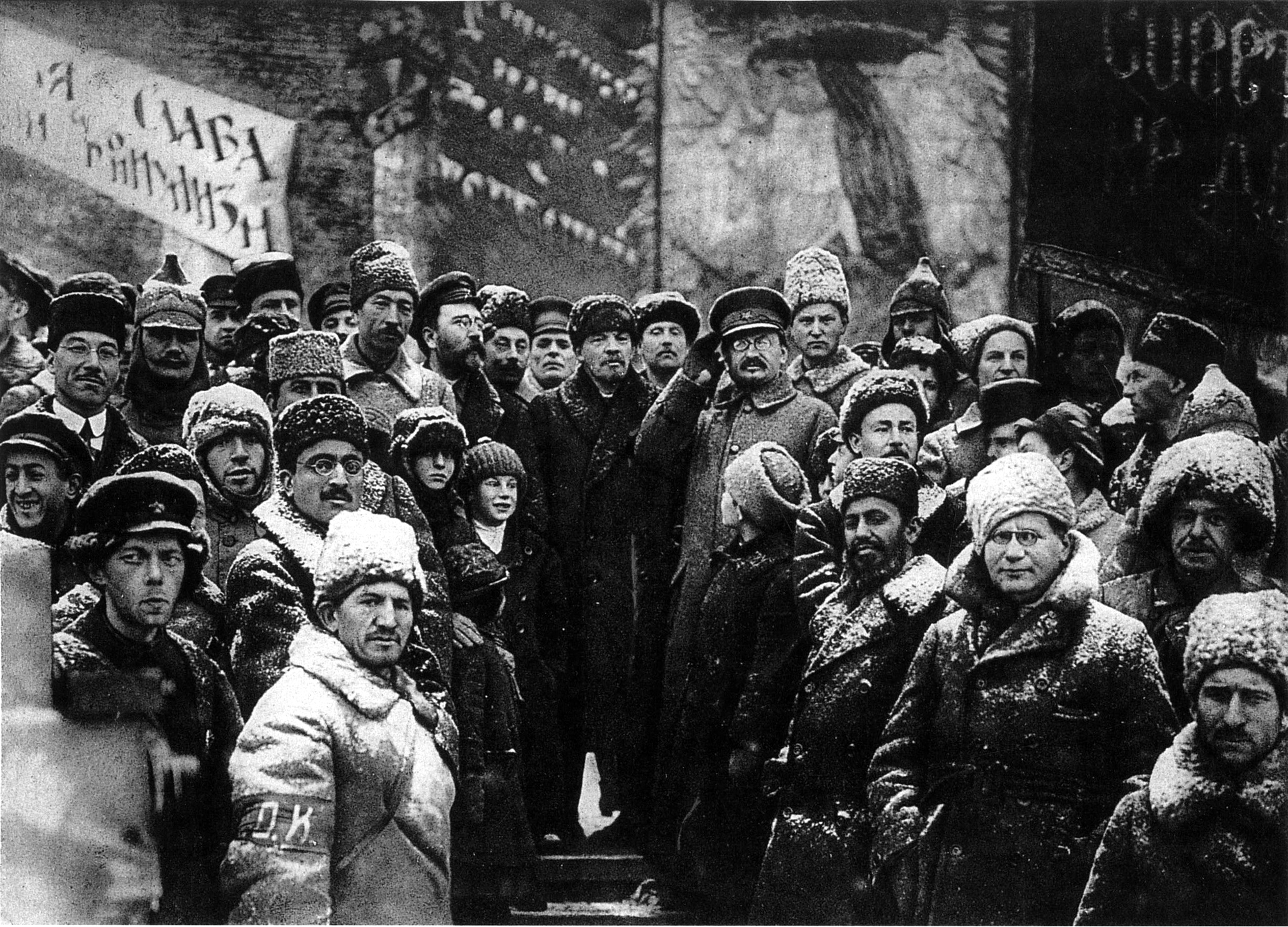
تروتسکی و لنین میان حزب کمونیست در سال ۱۹۱۹ میلادی

پس از به قدرت رسیدن حزب بلشویک، دولت موقتی به نام جمهوری روسیه «روسیه بلشویک» تشکیل شد. اما این کشور، مدت کوتاهی پس از تشکیل با حمله طرفداران نظام گذشته و نیروهای خارجی به‌ویژه بریتانیا روبرو شد. این دوره به دوران جنگ داخلی روسیه معروف است و طی آن ارتش نوین شوروی با نام ارتش سرخ به کوشش لئون تروتسکی و تحت رهبری او شکل گرفت تا با ارتش جبهه سفید که متشکل از افسران و ژنرال‌های دوران تزاری بودند به جنگ بپردازد. در جریان جنگ داخلی و بعد از آن حزب کمونیست اتحاد شوروی که تنها حزب مجاز در کشور بود، سیاست اقتصادی سخت گیرانه‌ای را تعقیب می‌کرد که به کمونیسم جنگی معروف شد. ۵ سال بعد، در ۳۰ دسامبر ۱۹۲۲ و پس از سرکوب مخالفان و دشمنان، حزب بلشویک که نام خود را به حزب کمونیست اتحاد شوروی تغییر داده بود تأسیس کشور «اتحاد جماهیر شوروی سوسیالیستی» را اعلام کرد. این کشور از اتحاد روسیه و مناطق متعلق به روسیه تزاری تشکیل شده بود.

### دوران ولادیمیر لنین «۱۹۲۴–۱۹۲۲»
پس از تأسیس اتحاد شوروی در سال ۱۹۲۲، ولادیمیر لنین به رهبری اتحاد شوروی و دبیرکلی حزب کمونیست این کشور برگزیده شد. ولادیمیر لنین که در آن زمان ۵۲ سال داشت، پایتخت کشور را از سن پترزبورگ به مسکو منتقل کرد و کاخ بزرگ کرملین را پایگاه حکومتی خویش و رئیس‌جمهور جمهوری فدراتیو سوسیالیستی روسیه شوروی قرار داد. با پایان گرفتن جنگ داخلی و استقرار حاکمیت حزب بر سراسر کشور، سیاست اقتصادی جدیدی به نام برنامه نوین اقتصادی معروف به «نِپ» در پیش گرفته شد. دورهٔ انسجام انقلاب بلشویک‌ها میان سال‌های ۱۹۱۷ تا ۱۹۲۱ به‌عنوان دورهٔ کمونیسم جنگی معروف است. بانکها، خطوط راه‌آهن و کشتی‌رانی ملی شد و اقتصاد پولی نیز محدود گردید. به‌زودی مخالفت جدی گسترش یافت. روستائیان می‌خواستند درآمد حاصل از فروش محصولات خود را به‌صورت نقدی دریافت کنند، و از این‌که مازاد درآمد آن‌ها برای تأمین هزینه‌های جنگ داخلی در روسیه توسط دولت ضبط می‌شد، احساس ناخشنودی می‌نمودند. در مواجهه با مخالفت روستاییان، ولادیمیر لنین به یک عقب‌نشینی راهبردی در کمونیسم جنگی تحت عنوان سیاست جدید اقتصادی (NEP) پرداخت. روستاییان از پرداخت عوارض عمده‌فروشی محصولات خود رها شدند و اجازه یافتند تا مازاد تولید خود را در بازار آزاد بفروشند. بازرگانی در اثر مجاز شدن تجارت خرده‌پای خصوصی رونق یافت. حکومت نیز مسئول بانکداری، ترابری، صنعت سنگین و امکانات عمومی شد. اگرچه مخالفت برجای مانده در میان کمونیست‌ها موجب انتقاد از روستاییان ثروتمند یا کولاک‌ها شد که از سیاست اقتصادی جدید سود می‌بردند، اما این برنامه به‌خوبی سودمندی خود را ثابت کرد و اقتصاد روسیه را دوباره احیا نمود. پس از مرگ لنین در اوایل سال ۱۹۲۴، سیاست اقتصادی جدید در میان اعضای داخل حزب کمونیست اتحاد شوروی با مخالفت فزاینده‌ای روبرو شد، دیری نپایید که اختلاف رهبران شوروی در نحوه پیشبرد سیاست‌های اقتصادی بالا گرفت. سرانجام در سال ۱۹۲۴، ولادیمیر لنین پس از ۲ سال رهبری اتحاد شوروی و در سن ۵۴ سالگی درگذشت و پیکرش مومیایی شد و در آرامگاه لنین قرار داده شد.

### دوران ژوزف استالین «۱۹۵۳–۱۹۲۴»
پس از مرگ ولادیمیر لنین کشمکش بر سر جانشینی او شدیدتر شد و بالاخره ژوزف استالین، توانست مخالفان خود به ویژه لئون تروتسکی را سرکوب کند و خود قدرت را به دست گیرد؛ درحالی که ۴۶ سال بیشتر نداشت. او در چند مرحله دست به تصفیه حزب، کشور و… از مخالفان خود زد. پاکسازی بزرگ نامی است که بر این اقدامات استالین نهاده‌اند. این اقدامات استالین از به قدرت رسیدن او آغاز شد و تا سال ۱۹۳۷ به اوج خود رسید. در پی پاکسازی بزرگ بسیاری افراد زندانی، تبعید و اعدام شدند. برنامه‌های اقتصادی لنین را لغو کرد و آن را با برنامه‌های پنج ساله تعویض کرد. برای مثال، او در عرصه کشاورزی با ایجاد مزارع اشتراکی «کلخوز» چهره کشاورزی اتحاد شوروی را دگرگون ساخت. سیاست‌های کشاورزی حزب کمونیست اتحاد شوروی با مخالفت مالکان خرده‌پا (کولاک‌ها) روبرو شد و دولت بی‌رحمانه آنان را سرکوب کرد. استالین سیاست صنعتی‌سازی کشور را با جدیت و سرعت هرچه بیشتر پیگیری کرد و در دوران او اتحاد شوروی به ابرقدرت صنعتی بزرگی تبدیل شد. ژوزف استالین با سیاست‌های خود تغییرات بسیاری در فرهنگ و جامعه اتحاد شوروی ایجاد کرد. در ۱۹۳۹ در آستانه آغاز جنگ جهانی دوم، اتحاد شوروی پیمان عدم تجاوز با آلمان منعقد کرد و به لهستان، همزمان با آلمان حمله برد و با آلمان، لهستان را تقسیم کرد؛ اما در سال ۱۹۴۱ با حمله گسترده آلمان به اتحاد شوروی، این کشور نیز به جنگ با آلمان وارد شد. در این جنگ که به‌طور رسمی جنگ کبیر میهنی (به روسی: великая отечественная война) نامیده می‌شد، دولت و حزب و مردم اتحاد شوروی با مقاومت در برابر ورماخت و فداکاری‌ها و قربانی‌دادن‌های بسیار توانستند جریان جنگ را برگردانده و به‌ویژه پس از نبرد استالینگراد نیروهای اتحاد شوروی در موضع حمله قرار گرفتند. شکست آلمان در ۱۹۴۵ که بار اصلی آن بر دوش اتحاد شوروی بود، این کشور را به یکی از ابرقدرتهای جهان تبدیل کرد. پس از پایان جنگ جهانی دوم، سه کشور حوزه دریای بالتیک یعنی استونی، لیتوانی و لتونی به علاوه بخش شمال شرقی رومانی «مولداوی» ضمیمه خاک اتحاد شوروی شدند. سرانجام با تأسیس سازمان ملل متحد، اتحاد شوروی توسط این سازمان در ۲۴ اکتبر ۱۹۴۵ به‌عنوان یک کشور به رسمیت شناخته شد. آغاز دوران جنگ سرد «کشمکش و تقابل دو ابرقدرت یعنی اتحاد شوروی و ایالات متحده آمریکا» سیاست همه جهان را طی ۴ دهه تحت تأثیر خود داد. همچنین این تقابل را، تقابل میان سوسیالیسم و کاپیتالیسم نیز نامیده‌اند. اتحاد شوروی در ۱۹۴۹ توانست دارای قدرت هسته‌ای شده و به انحصار آمریکا در این زمینه پایان دهد. سرانجام ژوزف استالین در سال ۱۹۵۳، پس از ۲۹ سال رهبری اتحاد شوروی و در سن ۷۵ سالگی درگذشت.

### دوراننیکیتا خروشچف«۱۹۶۴–۱۹۵۳»
در سال ۱۹۵۳ پس از مرگ ژوزف استالین، جانشینان او به رهبری دسته‌جمعی پرداختند اما در پایان نیکیتا خروشچف، در حالی که ۵۹ سال داشت، توانست قدرت را به دست آورد. وی پس از مرگ استالین شروع به استالین‌زدایی گسترده‌ای کرد. یکی از اقدامات مهم خروشچف، بستن پیمان ورشو با تعدادی از کشورهای بلوک شرق به‌عنوان اقدامی متقابل در برابر پیمان‌های ناتو و سنتو در سال ۱۹۵۵ بود. خروشچف سازمان اطلاعات و امنیت اتحاد شوروی «کاگ‌ب» را تأسیس کرد. در سال ۱۹۵۶ خروشچف در کنگره بیستم حزب کمونیست اتحاد شوروی کشتارهای استالین را مورد شماتت قرار داد و در جهت تخریب چهرهٔ استالین برآمد. در دوران نیکیتا خروشچف بسیاری از سخت‌گیری‌های دوره استالین تعدیل شد. بسیاری از زندانیان سیاسی و عقیدتی آزاد شدند و به بسیاری که در دوره استالین به‌عنوان جاسوس و مخالف اعدام شده بودند، اعاده حیثیت شد. همچنین در این دوران قانون تجارت آزاد تا حدی پذیرفته شد که آثار جبران ناپذیری را بر بدنهٔ نظام سوسیالیستی که پشتیبان اقتصاد هدایت شده بود، وارد آورد؛ که سپس به سلسله حوادث و رخدادهایی انجامید تا فروپاشی شوروی. حتی سیاست زمین‌های بکر در عرصه کشاورزی انجام شد که ترکیب جمعیتی قزاقستان را به هم زد و تعداد خارجی‌ها از قزاق‌ها بیشتر شد. البته سپس این سیاست شکست خورد. در دورهٔ خروشچف بیشتر به صنایع سنگین توجه می‌شد تا تولید کالاهای مصرفی. این اقدامات وی با مخالفت شدید محافظه‌کاران حزب کمونیست رو به رو شد. بدین ترتیب، تلاش‌های تخریب شخصیت خروشچف از جناح‌های مختلف آغاز شد. این درگیری‌های سیاسی نه تنها شامل تخریب وجههٔ خود شخص خروشچف بود، بلکه پسر او یعنی «لئونید خروشچف» که در جنگ مفقودالاثر شده بود را نیز دربرگرفت. در سال ۱۹۵۷، اتحاد شوروی با فرستادن ماهواره اسپوتنیک-۱ به مدار زمین، عصر فضا را آغاز کرد. اتحاد شوروی برای نخستین بار یوری گاگارین، که خلبانی در نیروی هوایی شوروی بود را به فضا فرستاد و پس از چندی با سفینهٔ بی‌سرنشین خاک کرهٔ ماه را به زمین آورد. در آغاز دهه ۱۹۶۰، رهبران حزب کمونیست، نیکیتا خروشچف را با توطئه لئونید برژنف مجبور به استعفاء کردند؛ به‌ویژه که در آن زمان خروشچف پیرتر شده بود و توانایی کارش افت کرده بود. بالاخره درسال ۱۹۶۴، نیکیتا خروشچف پس از ۱۱ سال رهبری اتحاد شوروی، برکنار شد.

### دوران لئونید برژنف «۱۹۸۲–۱۹۶۴»
پس از دوره‌ای رهبری دسته‌جمعی، لئونید برژنف در سال ۱۹۶۴ قدرت را به دست گرفت. اما این بار برخلاف دوره خروشچف که علاوه بر مقام دبیر اولی حزب کمونیست مقام نخست‌وزیری اتحاد شوروی را هم از سال ۱۹۵۸ داشت، این بار اعضای حزب تصمیم گرفتند که گونه‌ای تقسیم قدرت در حزب به وجود بیاید. در نتیجه دبیر نخستی حزب کمونیست به لئونید برژنف و نخست‌وزیری اتحاد شوروی به آلکسی کاسیگین رسید. در دوره او اصلاحات سیاسی و اجتماعی که در دوره خروشچف آغاز شده بود به کندی گرایید و تسلط حزب و دولت بر همه عرصه‌های سیاسی و اجتماعی تقویت شد. در دورهٔ برژنف فسادهای بسیاری صورت گرفت به‌طوری‌که فرزندان و داماد وی نیز در آن دست داشتند. در دورهٔ رهبری برژنف بر اتحاد شوروی آزادی‌های محدودی که در دورهٔ خروشچف به مردم اتحاد شوروی داده شده بود از میان رفت و پروژهٔ استالین زدایی خروشچف کنار گذاشته شد. البته هیچ‌گاه سطح دیکتاتوری به زمان حکومت ژوزف استالین بر اتحاد شوروی نرسید. وی از سال ۱۹۶۴ تا سال ۱۹۸۲ ریاست شورای عالی اتحاد شوروی را به عهده داشت. در ۹ اکتبر ۱۹۷۷، قانون اساسی اتحاد شوروی بازنگری و دوباره نوشته شد. سال‌های پایانی رهبری برژنف در رسانه‌های جمعی «رکود» نامیده شد. بحران همگانی در دولت اتحاد شوروی، گرایش‌های منفی در اقتصاد، توسعه بیش از حد دستگاه بروکراسی از ویژگی‌های این دوره است. در دوره زمامداری برژنف بنابر خواست حکومت افغانستان نیروهای اتحاد شوروی به این کشور اعزام گردیدند که پیامدهای دشواری را با خود داشت. برژنف با ایالات متحده در دوره ریاست جمهوری ریچارد نیکسون همکاری فضایی برقرار ساخت که نتیجه آن پروژه آزمایشی آپولو-سایوز بود. در سال ۱۹۸۱ لهستان خود را از شوروی جدا کرد اما همچنان به همکاری نظامی با این کشور ادامه داد. سرانجام، لئونید برژنف در سال ۱۹۸۲، پس از ۱۸ سال رهبری اتحاد شوروی و پس از چند ماه بیماری، در حالی که ۷۵ سال داشت، درگذشت و در آرامگاه دیوار کرملین به خاک سپرده شد.

### دوره‌های کوتاه یوری آندروپوف «۱۹۸۴–۱۹۸۲» و کنستانتین چرنینکو «۱۹۸۴–۱۹۸۵»
یوری آندروپوف پس از مرگ لئونید برژنف در سال ۱۹۸۲ به قدرت رسید در حالی که ۶۸ سال داشت. آندروپوف از افرادی بود که بسیار مورد اطمینان برژنف بود، برای همین اول او به سمت ریاست کاگ‌ب و سپس معاونت دبیرکل در حزب کمونیست برگزیده شد. آندروپوف خواهان اصلاحات اساسی در زمان برژنف بود اما هر بار که طرح مسئله می‌کرد برژنف مانع می‌شد تا اینکه به رهبری اتحاد شوروی رسید اما با شمار بسیار رهبران مفسد روبه‌رو بود که نمی‌توانست کاری را انجام دهد. آندروپوف در طول حکومت خود یک بار شدیدترین اخطار را در مورد مداخله در اوضاع افغانستان به آمریکا داد که درپی آن احتمال می‌رفت به پاکستان که مرکز آموزش نظامی مخالفان جمهوری دموکراتیک افغانستان شده بود حمله موشکی کند. آندروبوف در طول زمامداری خود چند مقام جوان‌تر حزبی از جمله میخائیل گورباچف را ارتقاء مقام داد و وارد کارهای مهم ساخت که همین‌ها در آینده باعث فروپاشی اتحاد شوروی شدند. سرانجام یوری آندروپوف پس از ۱۶ ماه رهبری اتحاد شوروی و در سال ۱۹۸۴ و در سن ۶۹ سالگی، درگذشت. پس از مرگ وی، کنستانتین چرنینکو به قدرت رسید. وی اقدام خاصی در دوره حکومتش انجام نداد و در کنار آندروپوف، رکورد کوتاه‌ترین مدت رهبری اتحاد شوروی را دارد. در سال‌های پایانی عمر برژنف و ماه‌های آخر حیات آندروپوف، به علت بیماری هر دو، امور اتحاد شوروی از نظم سابق خارج شده بود و چرنینکو به علت کهولت سن و وخامت وضعیت سلامت و جسمانی خود، موفق به تنظیم و بازگرداندن امور به روال اصلی نشد. سرانجام، کنستانتین چرنینکو نیز در سال ۱۹۸۵، پس از ۱۳ ماه رهبری اتحاد شوروی درگذشت.

### دوران میخائیل گورباچف و فروپاشی اتحاد شوروی پس از ۶۹ سال «۱۹۹۱–۱۹۸۵»
مقالهٔ اصلی: فروپاشی اتحاد جماهیر شوروی
پس از مرگ کنستانتین چرنینکو، میخائیل گورباچف در سال ۱۹۸۵ و در حالی که ۵۴ سال داشت، به‌عنوان رهبر اتحاد شوروی برگزیده شد. او واپسین رهبر اتحاد شوروی بود که به‌عنوان رهبر بلامنازع اتحاد شوروی آغاز به اصلاحاتی در حزب کمونیست و اقتصاد دولتی نمود و در کنگرهٔ بیست و هفتم حزب کمونیست اتحاد شوروی در فوریه ۱۹۸۶ این اصلاحات را در عناوین گلاسنوست، پرسترویکا و اوسکورنیه (به فارسی: گشایش، دوباره‌سازی و شتاب-توسعه اقتصادی) عرضه کرد.
اصلاحات اجتماعی: دادن آزادی‌های بیشتر به مردم به‌ویژه آزادی بیان و مطبوعات-دموکراتیزیاسیون
اصلاحات سیاسی: اصلاحاتی در ساختار حکومت و حزب، بهتر کردن روابط با غرب، عدم پیروی از دکترین برژنف و بیرون کشیدن نیروهای اتحاد شوروی از افغانستان
اصلاحات اقتصادی: محدود کردن تولید، فروش و مصرف نوشیدنی‌های الکلی، ایجاد بخش‌های غیردولتی مانند خصوصی، تعاونی و… در اقتصاد شوروی
اگرچه اصلاحات اجتماعی گورباچف نقش چندانی در فروپاشی اتحاد شوروی نداشت؛ اما اصلاحات سیاسی و اقتصادی گورباچف ضربات مهلکی را بر پیکره این کشور وارد آوردند. اصلاحات سیاسی گورباچف یگانگی کشور و حزب کمونیست را پایان داد؛ هر چند که بهتر کردن روابط اتحاد شوروی با غرب باعث شد گورباچف در سال ۱۹۹۰ جایزهٔ صلح نوبل را از آن خود کند. عدم پیروی از دکترین برژنف باعث شد طی چند انقلاب، چند دولت کمونیستی اروپای شرقی سقوط کنند و بدین ترتیب حامیان اتحاد شوروی یک به یک از میان بروند. بیرون کشیدن نیروهای شوروی از جمهوری دموکراتیک افغانستان باعث شد جنگ داخلی بزرگی راه بیفتد و جمهوری دموکراتیک افغانستان نیز در فوریه ۱۹۸۸ سرنگون شود و ۱۵۰۰۰ شهروند شوروی را به کام مرگ بفرستد. اصلاحات اقتصادی گورباچف نیز واپسین ضربات مهلک را بر پیکره اتحاد شوروی وارد آورد؛ زیرا محدود کردن تولید، فروش و مصرف نوشیدنی‌های الکلی باعث شد هزاران واحد صنعتی، میکده، بار، کلوب شبانه و … تعطیل شوند که همین سبب شد تا خسارتی بالغ بر ۱۰۰میلیارد روبل به اقتصاد شوروی بخورد. ایجاد بخش‌های غیردولتی نیز درپایان اقتصاد شوروی را نابود کرد. با این سیاست‌های اقتصادی، کشور به مشکلات اقتصادی بیشتر دچار شد. با پایان دههٔ ۱۹۸۰ کمبود شدید منابع اولیهٔ غذایی (گوشت و شکر) باعث معرفی دوبارهٔ سامانه زمان جنگ جیره‌بندی یارانه‌های غذایی که بنابر آن هر فرد در هر ماه تنها می‌توانست مقدار معینی از هر محصول را مصرف کند شد. در قیاس با ۱۹۸۵ کسری دولت از ۰ تا ۱۰۹ میلیارد روبل افزایش یافت. مخازن طلا از ۲۰۰۰ به ۲۰۰ تن کاهش یافتند و بدهی خارجی از ۰ به ۱۲۰ میلیارد دلار رسید. این مشکلات اجتماعی، سیاسی و اقتصادی، خود نیز مشکل بسیار بزرگتری را به وجود آوردند؛ جنبش‌های ملی‌گرایانه. با پایان دهه ۱۹۸۰ و آغاز دهه ۱۹۹۰، این جنبش‌ها پررنگتر هم شدند. گرچه تلاش گورباچف به‌گونه‌ای برای زنده کردن سوسیالیسم در شوروی بود، اما مردم‌سالارسازی اتحاد شوروی و اروپای شرقی عملاً قدرت حزب کمونیست و حتی خود گورباچف را زیر سؤال برد. عدم سانسور و تلاش گورباچف برای ایجاد فضای باز سیاسی بدون این که خود او بخواهد باعث نفوذ انواع جنبش‌های ناسیونالیستی قومی و گاهی ضدروسی در جمهوری‌های شوروی شد. بسیاری از این جمهوری‌ها خواهان استقلال عمل بیشتری از مسکو شدند. به‌ویژه در جمهوری‌های بالتیک یعنی استونی، لیتوانی و لاتویا که در ۱۹۴۰ و توسط استالین به خاک شوروی پیوند زده شده بودند. همچنین جنبش‌های ناسیونالیستی در جمهوری‌های اتحاد شوروی از جمله گرجستان، اوکراین، ارمنستان و آذربایجان فعال شدند. گورباچف ناخواسته باعث آزاد شدن نیرویی شده بود که درپایان اتحاد شوروی را نابود کرد.[نیازمند یادکرد دقیق] پاسخ گورباچف به رشد بیشتر جدایی‌طلبی در جمهوری‌ها پیشنهاد معاهدهٔ جدیدی از اتحاد بود که بنابر آن یک فدراسیون داوطلبانه در یک اتحاد شوروی دموکراتیزه شده ایجاد می‌شد. جمهوری‌های آسیای میانه که به قدرت اقتصادی و بازارهای اتحاد شوروی برای رشد نیاز داشتند شدیداً از معاهدهٔ جدید پشتیبانی کردند؛ اما اصلاح طلبان رادیکال‌تر باور داشتند که یک جهش ناگهانی به اقتصاد بازار نیاز است و حاضر بودند برای نیل به اهداف خود اتحاد شوروی را تجزیه کنند. نقطهٔ مقابل این اصلاح‌طلبان تندروهایی بودند که هنوز شدیداً در حزب کمونیست و ارتش قدرت داشتند. این تندروها با هرگونه روندی که امکان داشت به تجزیهٔ اتحاد شوروی بینجامد مخالف بودند. با نزدیک شدن امکان امضای معاهدهٔ جدید تندروها شورش کردند؛ هرچند که خود گورباچف نیز موافق با معاهده جدید اتحاد بود. در سال ۱۹۹۰، بزرگ‌ترین اشتباه گورباچف این بود که بوریس یلتسین را به ریاست جمهوری فدراتیو سوسیالیستی روسیه شوروی برگزید. بوریس یلتسین نیز جزو اصلاح‌طلبانی بود که حاضر به فروپاشیدن اتحاد شوروی بودند؛ از این رو از همان آغاز کارش تلاش کرد تا نیتش را عملی کند. بالاخره در سال ۱۹۹۰، نخستین شکاف در اتحاد شوروی ایجاد شد؛ لیتوانی اعلام استقلال کرد و جمهوری لیتوانی تأسیس شد. اوضاع به همین منوال ادامه یافت تا در اواسط سال ۱۹۹۱، لتونی و استونی نیز اعلام استقلال کردند. اوضاع به همین گونه پیش رفت تا در ۱ ژوئیه ۱۹۹۱، پیمان ورشو رسماً منحل شد و بلوک شرق فروپاشید. نیروهای مسلح در کادر رهبری اتحاد شوروی در اوت ۱۹۹۱ کودتایی را سازمان دادند و تلاش کردند گورباچف را از قدرت عزل کنند و نگذارند معاهدهٔ اتحاد جدید را امضا کند. اوضاع به شدت امنیتی شد. تانک‌ها به خیابان‌های مسکو سرازیر شدند. کاملاً حکومت نظامی برقرار شد. این اوضاع ۳ روز ادامه داشت. سرانجام این کودتا با کمک بوریس یلتسین و گروهی از شهروندان مسکو شکست خورد. نیروهای مسلح کادر رهبری اتحاد شوروی می‌خواستند با این کودتا اتحاد شوروی و حزب کمونیست را حفظ کنند اما نتیجه عکس گرفتند. در همین موقع گورباچف ۳ روز را (از ۱۹ اوت تا ۲۱ اوت) در حبس خانگی در ویلایی در کریمه گذراند، و پس از آن آزاد شد و به قدرت برگشت. با این حال وی به محض بازگشت به قدرت متوجه شد که نه نهادهای سیاسی اتحاد شوروی و نه جمهوری فدراتیو سوسیالیستی روسیه شوروی هیچ‌کدام به فرمان‌های او عمل نمی‌کنند و در عوض یلتسین قدرت دارد. بدین ترتیب گورباچف مجبور شد که بسیاری از دولتمردان را اخراج کند و بسیاری از آنان را دستگیر کند. «گروه ۸» شامل ۸ نفر از رهبران کودتا بودند که دستگیر شدند. هدف گورباچف این بود که حزب کمونیست اتحاد شوروی را متحد نگاه دارد اما آن را بیشتر به سوی سوسیال دموکراسی سوق دهد. اما تناقضات بسیاری در این برنامه وجود داشت. او در عین حال از لنین تمجید می‌کرد، سامانه اجتماعی سوئد را ستایش می‌کرد و قصد داشت به زور نیروهای نظامی دولت‌های بالتیک را درون اتحاد شوروی حفظ کند؛ اما پس از این‌که حزب کمونیست پس از کودتای اوت ممنوع اعلام شد گورباچف عملاً به جز نیروهای مسلح قدرتی نداشت که یلتسین آن‌ها را نیز با تطمیع به دور خود جمع کرد. اوضاع به همین منوال ادامه یافت. در ۸ دسامبر ۱۹۹۱، در ویلایی لوکس در جنگل‌های بلاروس، روسای جمهور روسیه شوروی، اوکراین شوروی و بلاروس شوروی (بوریس یلتسین، لئونید کراوچوک و استانیسلاو شوشکویچ) گرد هم آمدند و معاهده‌ای را امضا کردند که بر اساس آن، کشورهای مستقل همسود پدید آمدند و فدراسیون روسیه خود را به‌عنوان جانشین و وارث حقوقی اتحاد شوروی معرفی کرد. گورباچف با شنیدن این خبر، بوریس یلتسین را به از هم پاشاندن اتحاد شوروی به منظور ارتقای منافع شخصی خود متهم نمود اما سودی نداشت. آرام آرام کشور داشت از هم می‌پاشید. سرانجام در ۲۵ دسامبر ۱۹۹۱ (۱۷ روز بعد)، میخائیل گورباچف پس از ۶ سال رهبری اتحاد شوروی و در سن ۶۰ سالگی، از سمت خود استعفا داد و در ۲۶ دسامبر همان سال، اتحاد شوروی پس از ۶۹ سال منحل اعلام شد. یک هفته بعد، با تصویب پارلمان در روز ۱ ژانویه، یعنی درست در نخستین روز سال ۱۹۹۲، اتحاد شوروی رسماً فروپاشید و به ۱۵ کشور تبدیل شد. پس از فروپاشی ۱۵ کشور جدید تأسیس شدند. این کشورهای جدید عبارتند از: بلاروس، اوکراین، مولداوی، استونی، لتونی، لیتوانی، گرجستان، آذربایجان، ارمنستان، ترکمنستان، قزاقستان، قرقیزستان، ازبکستان، تاجیکستان. از آن روز تا به حال چندین مناقشه ارضی حل نشده نیز وجود دارند: ترانسنیستریا در مولداوی، قره باغ در آذربایجان و همچنین اوستیای جنوبی و آبخاز در گرجستان که تابستان ۲۰۰۸ از سوی روسیه به رسمیت شناخته شد و همین سبب قطع روابط فدراسیون روسیه و گرجستان شد.

## سیاست

### داخلی

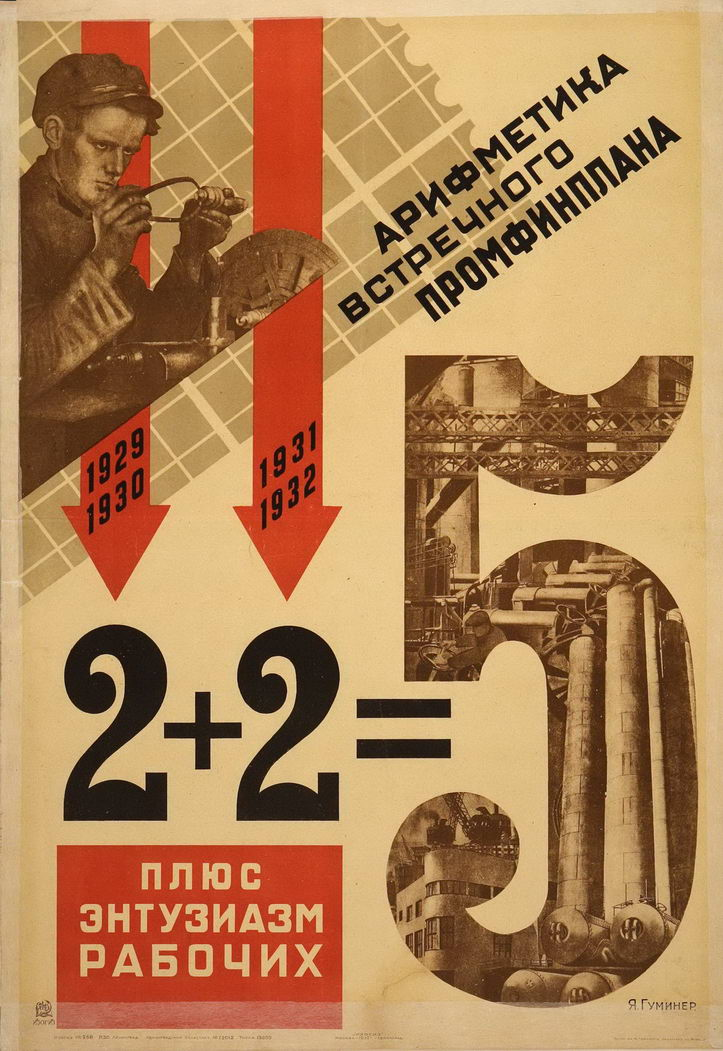
پس از پایان برنامه‌های پنج‌ساله اتحاد جماهیر شوروی به دومین کشور قدرتمند صنعتی جهان تبدیل شد.

از زمان تأسیس اتحاد جماهیر شوروی سوسیالیستی تا زمان فروپاشی آن تنها حزب سیاسی آن کشور حزب کمونیست اتحاد شوروی بود. این حزب همه جنبه‌های زندگی اجتماعی شوروی را در کنترل داشت. همه فعالیت‌های سیاسی و اجتماعی در کشور بنابر نظر این حزب انجام می‌گرفت و مخالفان این حزب مجازات می‌شدند. مطبوعات و انتشارات و هنرها نیز در کنترل حزب و دولت بود. نکتهٔ چشمگیر در این مورد این است که در نظام اتحاد شوروی، شوراهای محلی و صنفی حکومت می‌کردند؛ یعنی برخلاف مردم‌سالاری که در آن عده‌ای از مردم هر چند سال یک بار رأی داده و کسانی را برای زمامداری برمی‌گزینند. در سامانه کشور، شوراها و جمیع افرادی که در هزاران شورا در سراسر کشور حضور داشته به تصمیم‌گیری مشغول بودند. هر شورا در حد خود. این شوراها هر یک نماینده یا نمایندگانی در شوراهای بالاتر داشتند و این شیوه تا مراحل بالای حکومتی ادامه داشت. پس در واقع حزب کمونیست در شوروی نمایندهٔ همه مردم بود. گرچه در اجرای این سامانه بسیار کارآمد و نوین اشکالاتی به وجود آمد. حزب کمونیست برنامه‌های خود را طی کنگره‌های ادواری تنظیم و تصویب می‌کرد و به اجرا می‌گذاشت. در دوره لنین با سیاست اقتصادی جدید و در دوره ژوزف استالین با سیاست‌های برنامه ۵ ساله، انقلاب و آرمان‌های بلشویک‌ها از مسیر اصلی خود منحرف شد. آن‌ها به یک نظام سرمایه‌دار دولتی بدل شدند. علت این امر را می‌توان سرعت بخشی استالین به صنعتی‌سازی و کمونیسم کشاورزی دانست؛ زیرا بلشویک‌ها با یک کشور فقیر و عقب مانده رو به رو بودند و نه یک کشور سرمایه‌دار پیشرفته. پس آن‌ها تلاش برای صنعتی‌سازی را آغاز کردند؛ اما در دوران پس از صنعتی‌سازی نیز نتوانستند نظام حاکم را به یک نظام سوسیالیستی نزدیک کنند. استالین با این برنامه و اشتراکی‌سازی اجباری و قهری زمین‌های دهقانان، رنج فراوانی را متحمل طبقه دهقان کرد. این عمل موجب مهاجرت شدید دهقانان از روستاها به شهرها و پیدا شدن طبقه کارگر جدیدی که آموزش چندانی هم ندیده بودند، شد. با اینکه نظام اتحاد شوروی به نام کمونیستی یا سوسیالیستی خوانده می‌شود اما نمی‌توان آن را کمونیستی یا سوسیالیستی خواند زیرا حکومت اتحاد جماهیر شوروی در عمل با تعاریفی که فریدرش انگلس و کارل مارکس از کمونیسم و سوسیالیسم ارائه دادند؛ تضاد علنی داشت. از حکومت اتحاد شوروی به‌عنوان سرمایه‌داری دولتی یاد می‌شود.

### سیاست خارجی اتحاد جماهیر شوروی
اتحاد جماهیر شوروی به کمک توانایی‌های اقتصادی و نظامی چشمگیر خود، نقش مهمی را در سیاست جهانی ایفا می‌کرد. این کشور عضو ثابت شورای امنیت سازمان ملل بود.

#### جنگ جهانی دوم
اتحاد جماهیر شوروی سوسیالیستی تا سال ۱۹۳۹، مخالف جدی آلمان بود، و از جمهوری‌های اسپانیا که علیه نیروهای فاشیست آلمانی و ایتالیایی در جنگ داخلی اسپانیا می‌جنگیدند، حمایت می‌نمود. اما در سال ۱۹۳۸، آلمان و قدرت‌های اصلی اروپایی معاهده مونیخ را امضاء، و طی آن، آلمان و لهستان اراضی چکسلواکی را اشغال کردند و طرح‌های آلمان برای توسعه طلبی بیشتر در شرق و نیز فقدان مخالف نسبت به آن از سوی قدرت‌های غربی بیش از پیش آشکار شد. این توافقنامه موجب ترس بیشتر اتحاد شوروی از حمله قریب‌الوقوع از سوی آلمان شد، و سبب گردید تا اتحاد شوروی با مانورهای دیپلماتیک به آن پاسخ دهد. در سال ۱۹۳۹ و با حمله برق آسای آلمان به لهستان و بمباران ورشو، اتحاد شوروی نیز به بخش‌های باقی لهستان حمله کرد و آنجا را تصرف کرده و با آلمان هم‌مرز و همسایه شد و معاهده مولوتف-ریبنتروپ «پیمان عدم تجاوز» را با آلمان امضاء نمود که مناطق تحت نفوذ را میان خود در اروپای شرقی تقسیم می‌کردند. در۱۷ سپتامبر ۱۹۳۹، ارتش آلمان به لهستان حمله برد و تا عمق ۱۵۰ کیلومتر در خاک آن کشور نفوذ نمود و اتحاد جماهیر شوروی نیز بخش‌های شرقی لهستان حمله کرد که بیشتر جمعیت آن نقاط را نژادهای اوکراینی و بلاروسی تشکیل می‌دادند. نیروهای اتحاد شوروی به نبردی سنگین با فنلاند در طی جنگ زمستان (۴۰–۱۹۳۹) پرداختند. این جنگ با پیروزی اتحاد شوروی خاتمه یافت و این کشور بخشی از تنگه کارلین را به دست آورد. صلح ناپایدار با آلمان زمانی پایان یافت که نیروهای محور به رهبری آلمان به مرزهای شوروی در ۲۲ ژوئن ۱۹۴۱ سرازیر شدند. تا ماه نوامبر، ارتش آلمان، اوکراین را تسخیر کرد، لنینگراد را محاصره کرد و تهدید نمود که مسکو را نیز تصرف خواهد کرد؛ اما با تغییر موضع آدولف هیتلر، نیروهای آلمان از مسکو عقب نشستند و به استالینگراد سرازیر شدند و آنجا را محاصره نمودند. نیروهای اتحاد شوروی نیز خود را به استالینگراد رساندند که همین باعث شد که یکی از بزرگ‌ترین عملیات‌های نظامی تاریخ صورت گیرد؛ نبرد استالینگراد که به شکست آلمان انجامید. پیروزی اتحاد شوروی در نبرد استالینگراد، پایداری آن را به اثبات رساند و مسیر جنگ را به‌طور کامل تغییر داد. پس از شکست آلمان در این نبرد، آن‌ها توان خود را در ادامه عملیات تجاوزکارانه خود از دست دادند و اتحاد شوروی در ادامه جنگ ابتکار عمل را به دست گرفت. تا پایان ۱۹۴۳، اتحاد شوروی محاصره شهر لنینگراد را شکسته و بیشتر مناطق اوکراین را بازپس گرفته بود. تا پایان سال ۱۹۴۴، این جبهه از مرزهای اتحاد شوروی در سال ۱۹۳۹ به سوی اروپای شرقی جابجا گشته بود. نیروهای اتحاد شوروی با برتری مسلم خود وارد برلین در آلمان شرقی شدند و در مه ۱۹۴۵ آن را تصرف کردند. جنگ با آلمان در نهایت به پیروزی اتحاد شوروی انجامید. اگرچه اتحاد شوروی در جنگ جهانی دوم پیروز شد اما اقتصاد آن در اثر این مبارزه ویران شد و به کشته شدن ۲۷ میلیون نفر در این کشور انجامید. حدود ۷۰ هزار روستا نیز تخریب شده بودند. ده میلیون شهروند اتحاد شوروی قربانی سیاست سرکوبگرانه آلمان در محدوده تحت اشغال آن‌ها شدند. جوخه‌های یهودی کشی آلمان در کنار همکاران بالتیکی و اوکراینی آن‌ها به نسل‌کشی یهودیان اتحاد شوروی پرداختند. ارتش رومانی در ناحیه اشغالی اودسا، در این نسل‌کشی یهودیان شرکت کرد. طی اشغال، لنینگراد حدود یک چهارم از جمعیت خود (حدود ۱ میلیون نفر جمعیت، بیشترین میزان مرگ در طول تاریخ در یک منطقه محصور و بسته) را از دست داده بود. مناطق اشغالی متحمل غارتگری‌های ناشی از اشغال آلمان، تبعید افراد جهت بیگاری و نیز تاکتیک‌های سیاسی اتحاد شوروی مبنی بر زمین سوخته، پس از عقب‌نشینی، شدند. احتمالاً میلیون‌ها نفر نیز در مناطق اشغالی در اثر قحطی و فقدان کمک‌های اولیه پزشکی جان دادند. شاید حدود ۵/۳ میلیون نفر (یا ۵/۵ میلیون) از اسرای جنگی اتحاد شوروی در اردوگاه‌های آلمان کشته شده باشند.

#### جنگ سرد

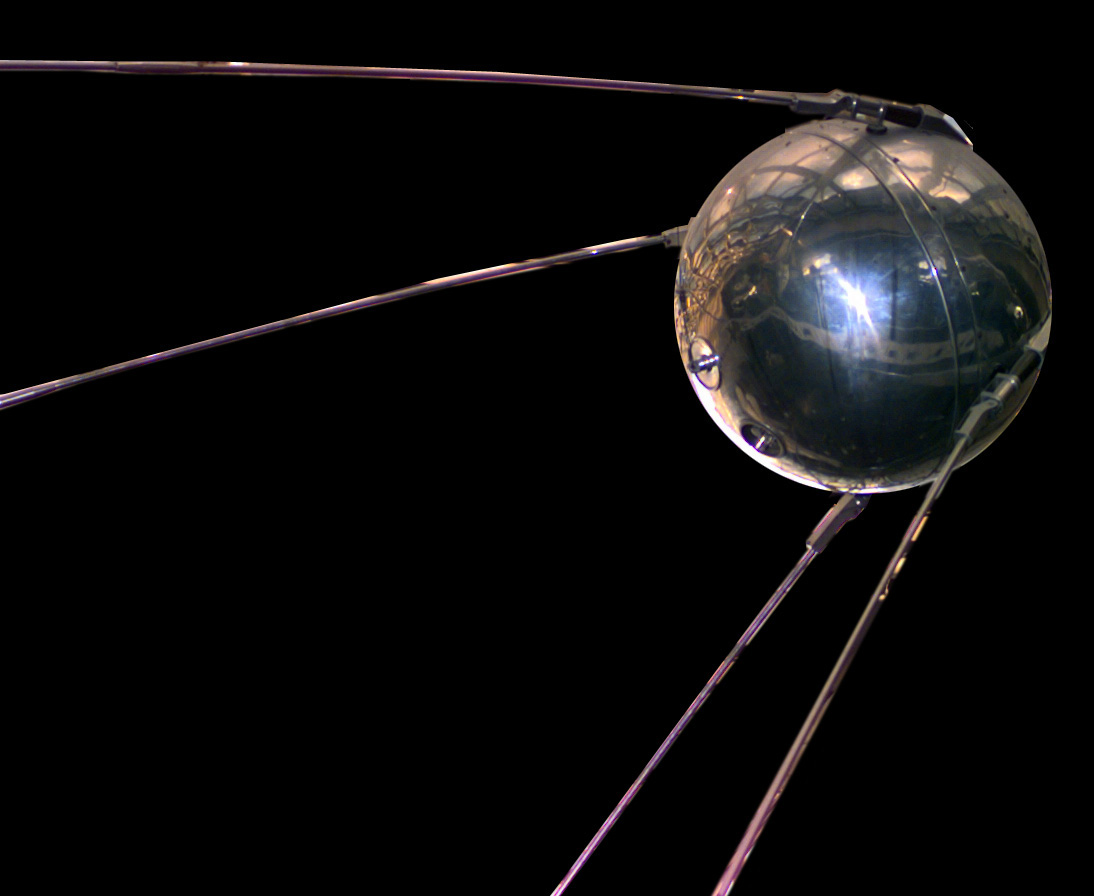
اسپوتنیک-۱ اوّلین ماهوارهٔ ساخت انسان که توسّط شوروی در سال ۱۹۵۷، در مدار زمین قرار گرفت.

همکاری میان متحدین اصلی که در جنگ پیروز شده بودند، صورت گرفت و مبنایی برای بازسازی پس از جنگ و امنیت فرض شد. اما درگیری میان اتحاد جماهیر شوروی سوسیالیستی و ایالات متحده در منافع ملی، که به‌عنوان جنگ سرد محسوب می‌شد، بر صحنهٔ بین‌المللی در دورهٔ پس از جنگ، با فرض نمایی عمومی از برخورد میان ایدئولوژی‌ها، غالب شد. جنگ سرد به مشاجره میان ژوزف استالین و هری ترومن، پیرامون آیندهٔ اروپای شرقی طی کنفرانس پوتسدام در تابستان ۱۹۴۵ تبدیل شد. روسیه متحمل سه حملهٔ سنگین فاجعه‌بار غربی طی ۱۵۰ سال گذشته شده بود که عبارت بودند از جنگ‌های ناپلئونی، جنگ جهانی اول و جنگ جهانی دوم. هدف استالین ایجاد منطقه‌ای بی‌طرف در کشورهای میان آلمان و اتحاد شوروی بود. ترومن، استالین را به نقض کنفرانس یالتا متهم نمود. با وجود آن‌که اروپای شرقی تحت اشغال ارتش سرخ بود، اما استالین همچنان انتظار زمانی را می‌کشید تا پروژه بمب اتمی خود را بی‌وقفه و مخفیانه پیش ببرد.

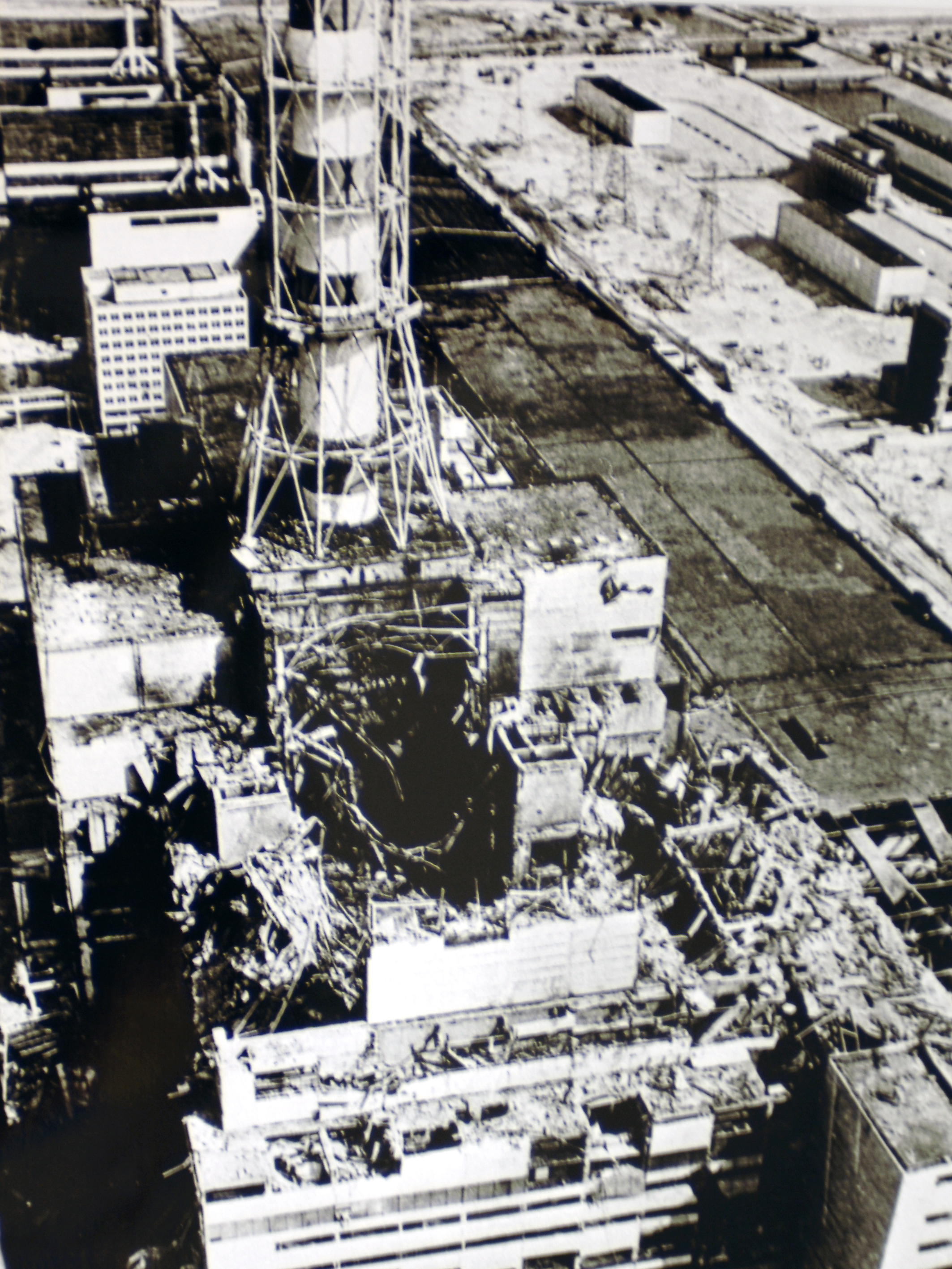
فاجعه چرنوبیل در اوکراین شوروی اواخر جنگ سرد

در آوریل ۱۹۴۹، ایالات متحده معاهدهٔ‌های ناتو و سنتو را به‌عنوان دو پیمان دفاعی دوجانبه منعقد کرد تا در آن بیشتر کشورهای غربی متعهّد شدند که درصورت حملهٔ نظامی به یکی از اعضاء، آن را در حکم حمله به همهٔ اعضاء تلقّی نمایند. اتحاد شوروی به‌عنوان اقدامی متقابل در برابر ناتو و صد البته سنتو، در سال ۱۹۵۵ پیمان ورشو را با کشورهای اروپای شرقی و کشورهای بالکان «به جز یونان و یوگسلاوی» و با شعار «اتحاد صلح و سوسیالیسم» منعقد کرد. تقسیم اروپا به بلوک‌های غربی و شرقی در آینده بیشتر جلوهٔ جهانی پیدا نمود، به‌خصوص پس از سال ۱۹۴۹. زمانی‌که انحصار هسته‌ای ایالات متّحده با آزمایش یک بمب متعلّق به اتحاد شوروی و تصاحب قدرت توسّط حزب کمونیست چین و تأسیس جمهوری خلق چین پایان یافت. عمده‌ترین اهداف اتحاد شوروی، حفظ و ارتقاء امنیت ملّی و نیز حفظ تسلط بر اروپای شرقی بود. اتحاد شوروی سلطهٔ خود را بر پیمان ورشو از طریق سرکوب انقلاب ۱۹۵۶ مجارستان، قلع‌وقمع نهضت اصلاح‌طلب بهار پراگ در چکسلواکی به سال ۱۹۶۸، و پشتیبانی از سرکوب جنبش انسجام در لهستان در اوایل دههٔ ۱۹۸۰، حفظ نمود. همان‌طور که اتحاد شوروی به حفظ کنترل شدید خود بر حوزهٔ نفوذش در اروپای شرقی ادامه می‌داد، جنگ سرد راه خود را به‌سوی تشنج‌زدایی متوجّه ساخت، و الگویی پیچیده‌تر از روابط بین‌المللی که در آن، به روشنی دیگر شکاف مشخصی میان بلوک‌های مقابل در دههٔ ۱۹۷۰ وجود نداشت. کشورهای کمتر قدرتمند مجال بیشتری برای اظهار استقلال خود داشتند، و دو ابرقدرت تا حدودی می‌توانستند منافع مشترک خود را با تلاش برای کنترل بیشتر بر گسترش و تکثیر تسلیحات هسته‌ای از طریق پیمان‌هایی همچون سالت ۱، سالت ۲ و پیمان موشک‌های ضد بالستیک مشخّص نمایند. روابط ایالات متحده آمریکا و اتحاد شوروی در پی حمله شوروی به افغانستان و انتخابات ریاست‌جمهوری آمریکا در سال ۱۹۸۰ و انتخاب رونالد ریگان که به‌عنوان یک ضد کمونیست پروپاقرص بود، در سال ۱۹۷۹ برهم خورد؛ اما زمانی‌که در پایان دههٔ ۱۹۸۰ روس‌ها آغاز به رفع ابهامات موجود نمودند، بهبود یافت.

## تقسیمات کشوری
همه جماهیر اتحاد شوروی به جز روسیه، تقسیمات کشوری متمرکز «تک ساخت یا غیر فدرال» داشتند.
| اتحاد جماهیر شوروی سوسیالیستی (۱۹۵۶ — ۱۹۸۹) | اتحاد جماهیر شوروی سوسیالیستی (۱۹۵۶ — ۱۹۸۹) | اتحاد جماهیر شوروی سوسیالیستی (۱۹۵۶ — ۱۹۸۹) | اتحاد جماهیر شوروی سوسیالیستی (۱۹۵۶ — ۱۹۸۹) | اتحاد جماهیر شوروی سوسیالیستی (۱۹۵۶ — ۱۹۸۹) |
|                                             | پرچم                                        | جمهوری                                      | پایتخت                                      | نقشه اتحاد جماهیر شوروی                     |
| ------------------------------------------- | ------------------------------------------- | ------------------------------------------- | ------------------------------------------- | ------------------------------------------- |
| ۱                                           |                                             | ارمنستان                                    | ایروان                                      | Republics of the Soviet Union               |
| ۲                                           |                                             | آذربایجان                                   | باکو                                        | Republics of the Soviet Union               |
| ۳                                           |                                             | بلاروس                                      | مینسک                                       | Republics of the Soviet Union               |
| ۴                                           |                                             | استونی                                      | تالین                                       | Republics of the Soviet Union               |
| ۵                                           |                                             | گرجستان                                     | تفلیس                                       | Republics of the Soviet Union               |
| ۶                                           |                                             | قزاقستان                                    | آلماتی                                      | Republics of the Soviet Union               |
| ۷                                           |                                             | قرقیزستان                                   | فرونزه (امروزه بیشکک)                       | Republics of the Soviet Union               |
| ۸                                           |                                             | لتونی (لاتویا)                              | ریگا                                        | Republics of the Soviet Union               |
| ۹                                           |                                             | لیتوانی                                     | ویلنیوس                                     | Republics of the Soviet Union               |
| ۱۰                                          |                                             | مولداوی                                     | کیشینف                                      | Republics of the Soviet Union               |
| ۱۱                                          |                                             | روسیه                                       | مسکو                                        | Republics of the Soviet Union               |
| ۱۲                                          |                                             | تاجیکستان                                   | استالین آباد (امروزه دوشنبه)                | Republics of the Soviet Union               |
| ۱۳                                          |                                             | ترکمنستان                                   | پولتوراسک (امروزه عشق آباد)                 | Republics of the Soviet Union               |
| ۱۴                                          |                                             | اوکراین                                     | کی‌یف                                        | Republics of the Soviet Union               |
| ۱۵                                          |                                             | ازبکستان                                    | تاشکند                                      | Republics of the Soviet Union               |

پس از فروپاشی اتحاد شوروی، شهرهای بسیاری تغییر نام دادند که برخی از آن‌ها عبارتند از: لنینگراد (امروزه سن پترزبورگ)، استالینگراد (امروزه ولگوگراد)، یکاترینودار (امروزه کراسنودار)، سِوِردلوفسک (امروزه یکاترینبورگ)، گئورکی (امروزه نیژنی نووگورود)، دنیپروپتروفسک (امروزه دنیپرو)، تسلینوگراد (امروزه آستانه)، آکتیوبینسک (امروزه آقتوبه)، اورالسک (امروزه اورال)، سِمیپالاتینسک (امروزه سِمی)، آق مسجد (امروزه قزل‌اوردا)، لِنینسک (امروزه بایکونور)، فرونزه (امروزه بیشکک)، استالین آباد (امروزه دوشنبه)، لنین آباد (امروزه خجند)، پولتوراسک (امروزه عشق‌آباد)، قزل آروات (امروزه سردار)قزل‌اترک (امروزه برکت)، نِبیت داغ (امروزه بلخان‌آباد)، کراسنوودسک (امروزه ترکمن‌باشی)، لنیناکان (امروزه گیومری) و صدها شهر دیگر.

## جغرافیا

نقشه شوروی در سال ۱۹۳۶ میلادی

اتحاد شوروی ۲۲۴۰۲۲۰۰ کیلومتر مربع مساحت داشت که یک ششم سطح زمین را شامل می‌شد و همین باعث شد تا این کشور لقب «پهناورترین کشور جهان» را به خود بگیرد. از شرق تا غرب اتحاد شوروی بیشتر از ۱۰۰۰۰ کیلومتر مسافت بود. اتحاد شوروی تقریباً همه زیست‌بومها را در خود داشت. در این کشور پهناور ۱۱ ساعت رسمی و منطقه زمانی وجود داشت. طول مرزهای این کشور به بیشتر از ۶۰۰۰۰ کیلومتر می‌رسید که دو سوم «۴۰۰۰۰ کیلومتر» آن‌ها را مرزهای آبی شکل می‌دادند. بلندترین نقطه این کشور کوه کمونیسم با بلندی ۷۴۹۵ متر در تاجیکستان بود که پس از فروپاشی اتحاد جماهیر شوروی و تأسیس جمهوری تاجیکستان، نام این کوه به کوه اسماعیل سامانی تغییر یافت. اتحاد شوروی دریای خزر را با ایران تقسیم کرده بود. بزرگ‌ترین و عمیق‌ترین دریاچه آب شیرین جهان، یعنی دریاچه بایکال در این کشور وجود داشت. اتحاد شوروی از پس از پایان جنگ جهانی دوم تا زمان فروپاشی، با کشورهای نروژ، فنلاند، لهستان، چکسلواکی، مجارستان، رومانی، ترکیه، ایران، افغانستان، چین، مغولستان و کره شمالی همسایه بود و از طریق دریا نیز با سوئد، دانمارک، آلمان شرقی، بلغارستان، کره جنوبی و ژاپن مرز مشترک داشت.

## اقتصاد

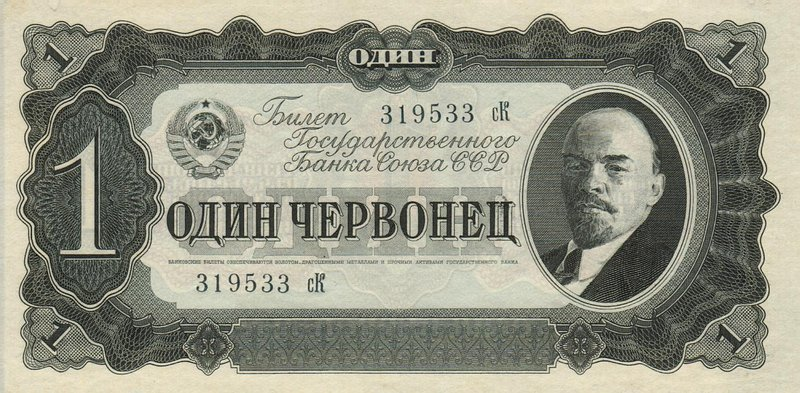
روبل شوروی

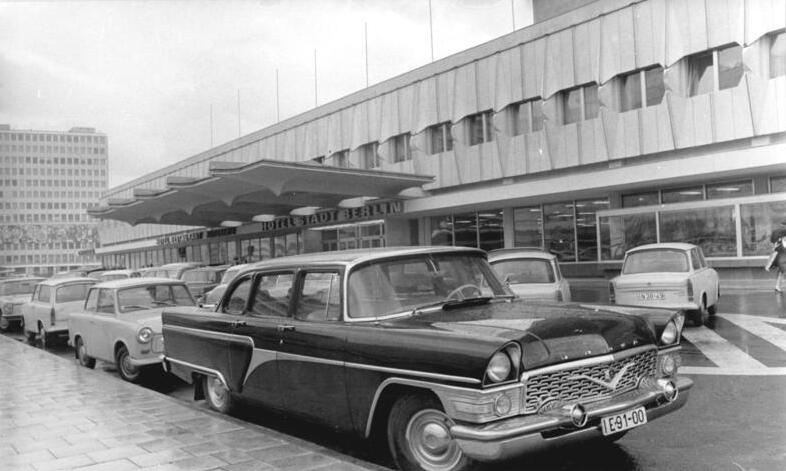
گاز-۱۳ خودروی لوکس در شوروی

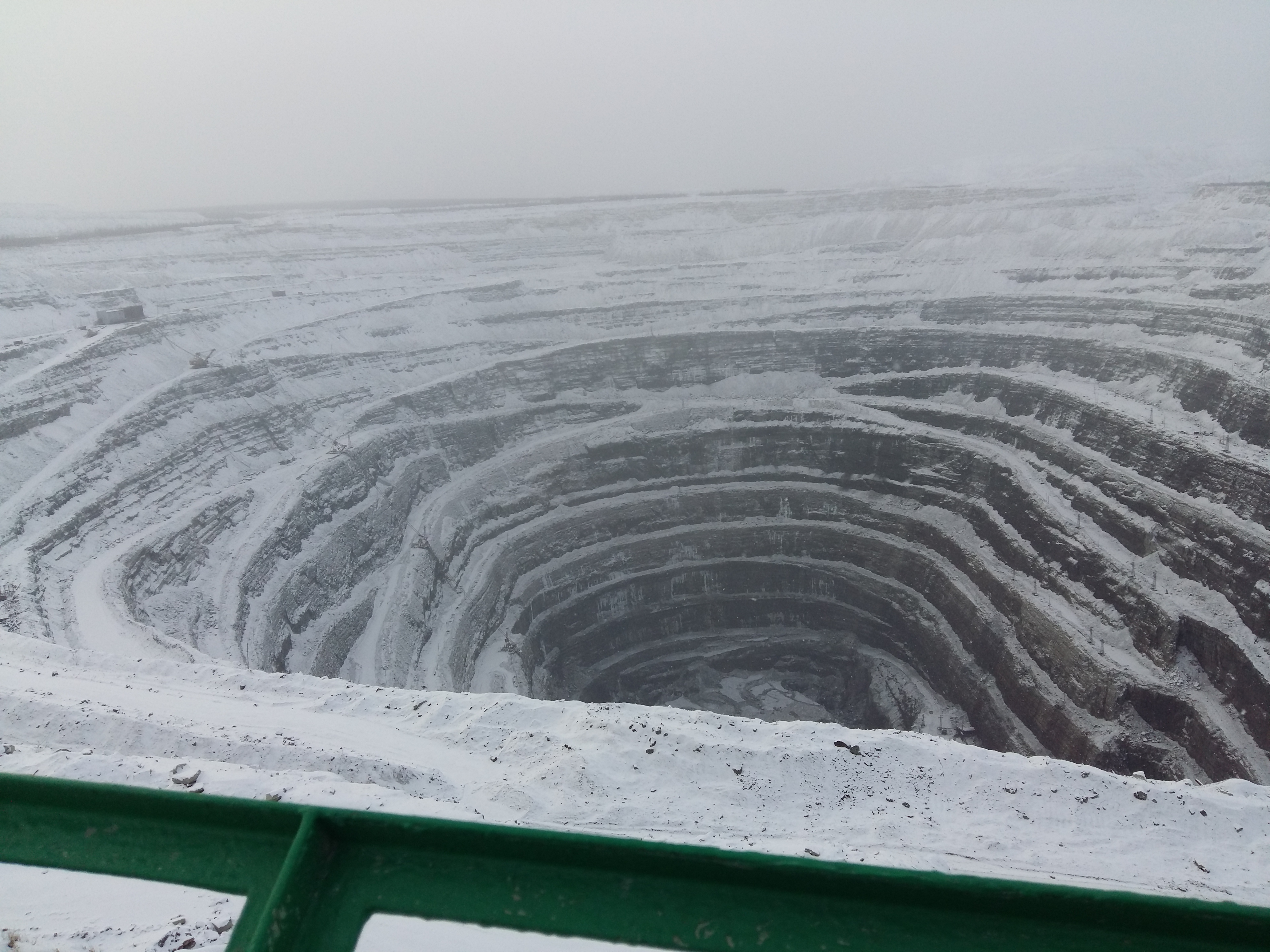
گودال اوداچنایا معدن الماس در روسیه شوروی

واحد پول روبل تزاری باطل شد و به جای آن روبل شوروی مورد استفاده قرار گرفت. توزیع بر اساس نیاز یعنی آنچه در نظام اقتصاد کمونیستی پیش‌بینی شده بود انجام می‌گرفت و نه بر مبنای کار. اقتصاد شوروی مراحلی را گذراند:
۱. مرحله سیاست نوین اقتصادی «نِپ»(۱۹۲۲–۱۹۲۸): این مرحله با عقبگردی آشکار و ناگهانی نسبت به نظریات کارل مارکس آغاز شد.
۲. مرحله اجرای عمرانی ۵ ساله(۱۹۲۸–۱۹۶۴):این مرحله با بازگشت به اصول مارکسیسم آغاز شد. تولید دیگر تابع نوسانات قیمت و شرایط بازار نبود، بلکه بر اساس برنامه‌ریزی متمرکز تعیین می‌شد. در این نوع برنامه‌ریزی فرمان‌ها از بالا یعنی سازمان برنامه‌ریزی مرکزی (گوسپلان) به واحدهای تولیدی جریان می‌یافت؛ که البته این برنامه که مهم‌ترین هدف آن اشتراکی‌سازی قهری و اجباری کشاورزی بود، انحراف بزرگی از اصول مارکسیسم بود. طرح‌های عمرانی که از سال ۱۹۲۸ به اجرا گذاشته شد، ۵ ساله بود اما از سال ۱۹۷۵ به صورت طرح ۷ ساله‌ای اجرا شد. اگرچه هدف از اجرای طرح‌های عمرانی بازگشت به اصول مارکسیسم بود اما جهت‌گیری طرح‌ها متغیر و درجه کاربرد اصول، با توجه به شرایط متفاوت بود. دو طرح عمرانی اول با هدف بازگشت به سوسیالیسم و بر محور توسعه صنایع سنگین تدوین و به اجرا گذاشته شد؛ کلیه صنایع بزرگ دولتی شدند؛ بازرگانی خصوصی حذف شد؛ پول با نقشی بسیار محدود حفظ شد؛ توزیع محصولات با کارت‌های سهمیه‌بندی انجام گرفت. ضمن تعیین سهم هر یک از افراد از کالاهای مختلف و محل تهیه آن، قیمت‌های مختلفی در مورد هر کالا برای مصرف‌کنندگان حرفه‌های گوناگون اعلام شد که به معنی از کار افتادن مکانیسم بازار بود. طرح‌های عمرانی سوم با این هدف تدوین شد که برنامه‌ریزی متمرکز با آزادی بیشتری برای مصرف‌کننده تلفیق یابد، توزیع بر اساس جیره‌بندی حذف شود و فروش آزادانه با قیمت‌های برابر برای همه امکانپذیر گردد. طرح عمرانی چهارم پس از جنگ جهانی دوم در سال ۱۹۴۶ تهیه شد. هدف این طرح بازسازی مناطق آسیب دیده و تکمیل تجهیزات صنعتی و کشاورزی همراه با ایجاد انگیزه شخصی بود. به این منظور، حق ساختن خانه‌های مسکونی روی زمین‌هایی که دولت برای همیشه به افراد واگذار می‌کرد و حق تصاحب آن‌ها به افراد داده شد. طرح عمرانی پنجم نیز ضمن هدف قرار دادن گسترش صنایع سنگین، رشد هماهنگ میان کالاهای تولیدی و کالاهای مصرفی را مورد توجه قرار داد. طرح ششم به منظور پیشی گرفتن از کشورهای سرمایه‌داری که دارای بالاترین سطح باروری بودند تنظیم شد اما ناتمام ماند. هدف این طرح ۷ ساله «رشد مداوم» و ارتقای سطح زندگی بود.
۳. مرحله لیبرالیسم (از ۱۹۶۴ تا ۱۹۹۱):در این دوران طرحی به نام لیبرمن اجرا شد. هدف طرح لیبرمن حفظ نظام برنامه‌ریزی با ایجاد حداکثر کارایی است. در طرح لیبرمن هدف بر این است که نفع جامعه باید نفع مؤسسه باشد؛ که به دلایل زیر مورد مخالفت قرار گرفت:
1. انحراف از اصول مارکسیسم
2. سست شدن اقتدار حزب و قدرت یافتن مدیران بانک‌ها
3. عدم امکان توسعه صنایع سنگین با انگیزه شخصی و در نتیجه رشد تولید کالاهای مصرفی

### تحقق سوسیالیسم در صنعت و کشاورزی
با توجه به تفاوت ماهیت دو بخش صنعت و کشاورزی، سوسیالیسم در بخش صنعت تقریباً به‌طور کامل اما در کشاورزی به شکل محدود و با سازمان‌هایی متفاوت تحقق یافت.
1. سوسیالیسم در صنعت: واحدهای تولیدی صنعتی به لحاظ تمرکز مکان، وابستگی به مواد اولیه و خدمات فنی از قابلیت کنترل بیشتری برخوردار بودند، به همین سبب مالکیت و بهره‌برداری خصوصی به سرعت جای خود را به سوسیالیسم دولتی داد و همه واحدهای صنعتی ملی شدند.
2. سوسیالیسم در کشاورزی: به صورت محدود و در قالب دو نظام «سوفخوز» و «کلخوز» پیاده شد.

سوفخوزها واحدهای تولیدی کاملاً دولتی بودند که توسط یک مدیر و کارگران کشاورزی بهره‌برداری می‌شدند. کلخوزها واحدهای تولیدی نیمه دولتی-نیمه خصوصی بود که با ماهیت تعاونی و بر اساس کوششی به منظور سازش میان سوسیالیسم و مالکیت خصوصی به‌وجود آمدند که سپس با برنامه کمونیسم اجباری و قهری کشاورزی کاملاً دولتی شدند.

### استقرار نظام اقتصاد سوسیالیستی در کشورهای اروپایی و مراحل تکامل آن

بلوک شرق شوروی پس از جنگ جهانی دوم متحد شوروی تا 1948 متحد شوروی تا ۱۹۶۰

پس از جنگ جهانی دوم، اتحاد شوروی که دو قدرت بزرگ مخالف خود یعنی امپراتوری ژاپن و آلمان را شکست خورده یافت، به سرعت نیروهای نظامی خود را تا قلب اروپا پیش برد و کشورهای بلغارستان، آلبانی، رومانی، مجارستان، یوگسلاوی، چکسلواکی، لهستان و شرق آلمان را اشغال کرد و همزمان با تبلیغات گسترده ایدئولوژیک و تأسیس احزاب کمونیستی نظام اقتصادی سوسیالیستی را در کشورهای نامبرده مستقر ساخت.
در مورد برقراری نظام اقتصاد سوسیالیستی در این کشورها به دو نکته باید توجه کرد:
۱. در هیچ‌یک از این کشورها نظام سوسیالیستی بر اساس رأی و انتخاب مردم ایجاد نشد. همان‌طور که در اتحاد شوروی این اتفاق نیفتاد و لنین و بلشویک‌ها از راه انقلاب منحرف شدند.
۲. هیچ‌یک از این کشورها مراحل تکامل نظام اقتصاد سرمایه‌داری را طی نکردند و نظام اقتصاد سوسیالیستی بر مبنای فلسفه مادی تاریخ و تضاد طبقاتی و در نهایت پیروزی طبقه کارگر بر کارفرما برقرار نشد. دلیل این امر را می‌توان عقب ماندگی ناشی از جنگ در این کشورها دانست.

## جامعه

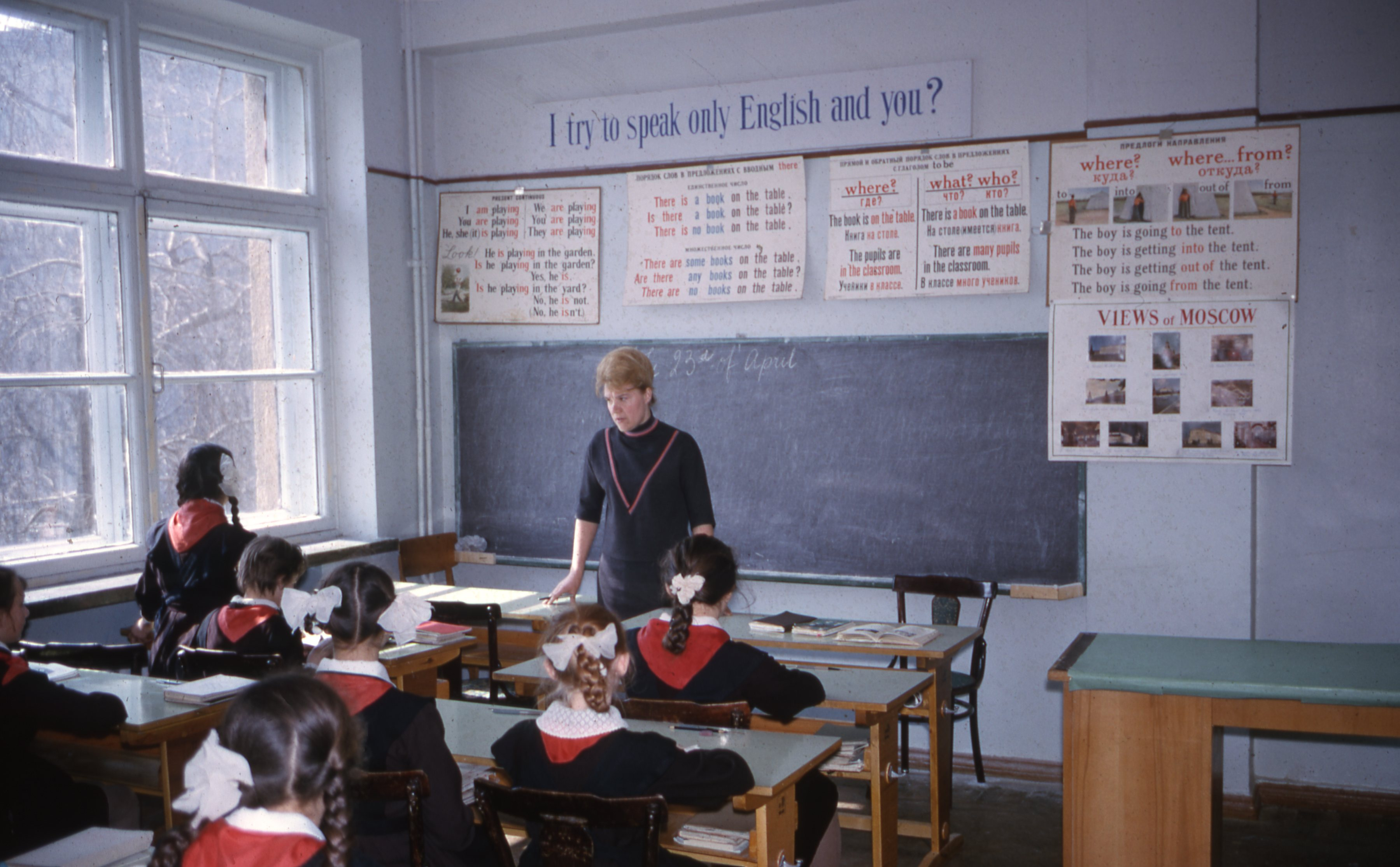
کلاس آموزش زبان انگلیسی در مسکو در سال ۱۹۶۴ میلادی

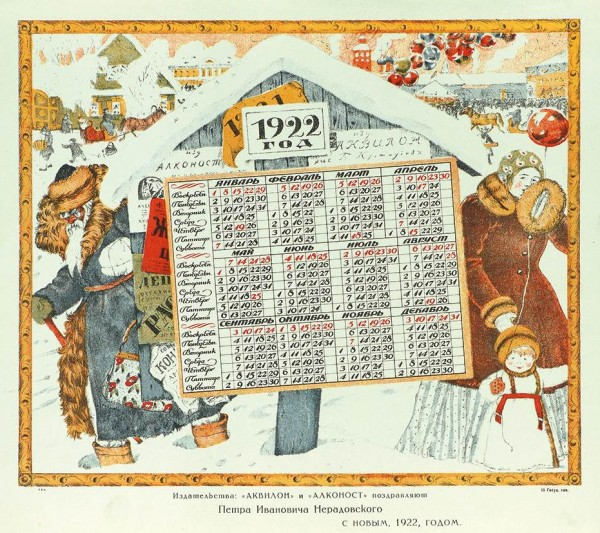
استفاده از تقویم گریگوری به عنوان تقویم رسمی شوروی در سال ۱۹۲۲

درحالی که اقتصاد روسیه در حال تغییر شکل بود، زندگی اجتماعی مردم نیز به همان اندازه تحت تأثیر تغییرات جدّی قرار می‌گرفت. از همان اوایل انقلاب، دولت درصدد تضعیف غلبهٔ پدرسالارانه در خانواده‌ها بود. طلاق دیگر نیاز به طی مراحل دادگاهی (قانونی) نداشت و زن را به‌طور کامل از مسئولیت‌های نگهداری بچّه رها می‌ساخت. سقط جنین از همان اوایل سال ۱۹۲۰ میلادی قانونی شد. به‌عنوان یک عامل جانبی، آزاد شدن زنان موجب افزایش حضورشان در بازار کار شد. دختران تشویق می‌شدند که حرفه‌ای آموخته و دورهٔ کاری خود را در یک کارخانه یا اداره دنبال نمایند. مجتمع‌های شیرخوارگاهی برای مراقبت از کودکان احداث شد و تلاش‌هایی صورت گرفت که مرکز زندگی اجتماعی مردم از خانه به گروه‌های آموزشی و حرفه‌ای باشگاه‌های اتحاد شوروی منتقل شود. حکومت سیاست‌های تبعیض گرایانه تزارها را علیه اقلیت‌های ملی به خاطر همکاری میان بیش از دویست گروه اقلیت در زندگی در اتحاد شوروی کنار گذاشت. ویژگی دیگر این حکومت گسترش خدمات درمانی بود. مبارزاتی علیه بیماری‌های حصبه، وبا و مالاریا انجام گرفت؛ تعداد پزشکان با توجّه به امکانات و آن‌طور که سامانه آموزش اجازه می‌داد، به‌سرعت افزایش یافت، و نرخ مرگ و میر کودکان به‌سرعت کاهش یافت در حالی که میزان امید به زندگی به‌سرعت افزایش پیدا کرد. دولت همچنین سعی در ترویج خداناباوری و ماده‌باوری داشت که البته به موفقیت چندانی نرسید. حکومت اتحاد شوروی همچنین مخالف با هر گونه مذهب سازمان یافته بود، به‌ویژه به منظور شکستن قدرت کلیسای ارتدوکس روسی که ستون پیشین حکومت پیشین تزاری و مانعی اساسی بر سر تغییر اجتماعی بود. هزاران نیایشگاه تخریب شدند؛ به‌طوری که تعداد کنیسه‌ها در این کشور پهناور از ۱۵۰۰ ساختمان به ۵۰۰ ساختمان کاهش یافت. کلیساها و مساجد نیز چنین سرنوشتی داشتند. بسیاری از رهبران مذهبی به اردوگاه‌های تبعید داخلی فرستاده شدند. حضور اعضای حزب کمونیست در مراسم مذهبی ممنوع شد. نظام آموزشی از دین جدا شد. تعالیم مذهبی به جز در داخل منزل قدغن شد و آموزش خداناباوری در مدارس مورد تأکید قرار گرفت که البته شاید این سیاست به مرحله عمل نرسیده باشد.

## انتقادها

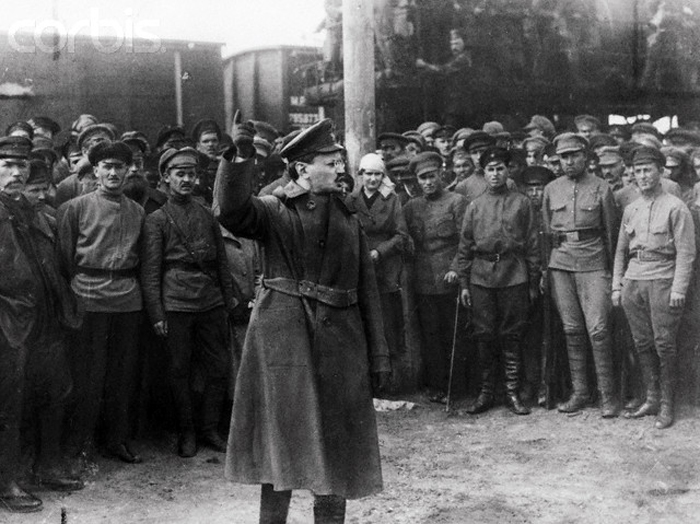
تروتسکی

در بررسی سیاسی و اقتصادی شوروی، برخی مارکسیست‌ها از جمله لئون تروتسکی، تونی کلیف، الکس کالینیکوس، ارنست مندل، آنتون پانه کوک و دیگران بر این باورند هر چند انقلاب ۱۹۱۷ روسیه توانست حکومت تزاری را سرنگون کرده و انقلاب سوسیالیستی را به پیروزی برساند، اما این انقلاب نتوانست وظیفه‌های سیاسی و اقتصادی سوسیالیسم را پیاده سازد و به یک کشور سوسیالیستی تبدیل شود. در نظر این متفکران چپ، شوروی یک مدل اقتصاد سرمایه‌داری دولتی بود. در مقابل اما برخی دیگر روش‌هایی شامل تروریسم، دیوان‌سالاری (بوروکراتیسم) و پذیرش اجباری احکام مطلق استالین در جنبش کمونیسم، چه در شوروی و چه در میان حزب‌ها و کشورهای کمونیست در سراسر جهان را روش‌های کاربست مارکسیسم-لنینیسم می‌دانند.

## نظامی

### نیروهای مسلح شوروی

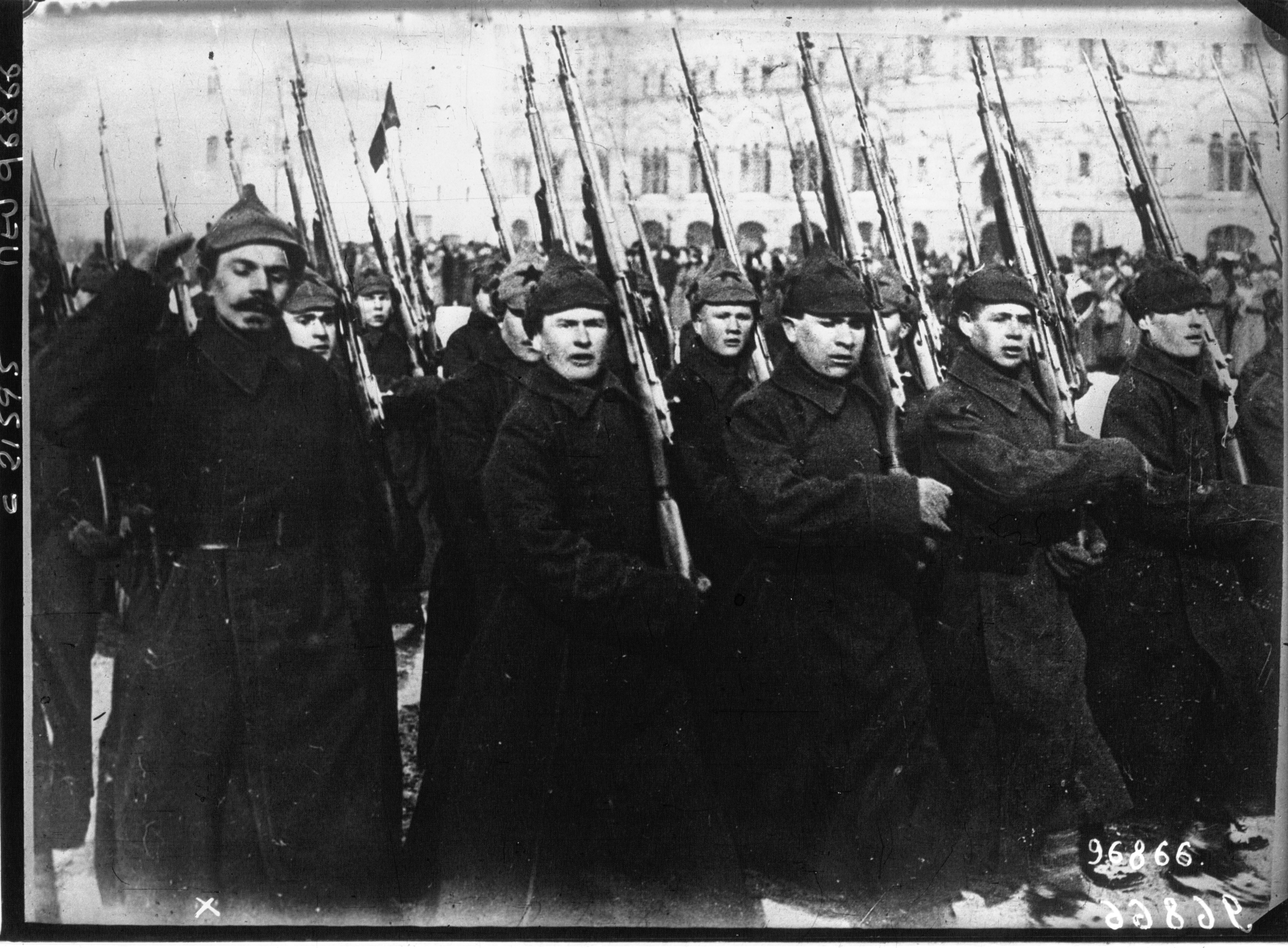
رژه نیروهای مسلح شوروی در مسکو سال ۱۹۲۲ میلادی

این نهاد نام ارتش شوروی بود و از زمان پایان جنگ جهانی دوم تا فروپاشی شوروی دومین نیروی نظامی قدرتمند دنیا و اولین در آسیا بود. این نیروی نظامی عظیم شامل نیروی زمینی، هوایی، دریایی، دفاع هوایی، نیروی هوابرد و نیروهای مرزی می‌شد. نیروی زمینی شوروی بزرگ‌ترین و نیرومندترین در جهان بود. شامل ۵۵ هزار تانک، ۷۰ هزار حمل کننده نفرات زرهی و چهار هزار و سیصد هلیکوپتر می‌شد. نیروی هوایی شوروی که دومین در جهان بود، شامل ۱۷۵ بمب افکن استراتژیک، ۳۹۰ بمب افکن متوسط، ۱۲۷۵ جنگنده شامل ۵۰ میگ ۲۱، ۵۹۵ میگ-۲۳، ۹۰ سوخو-۲۷ و ۵۴۰ میگ ۲۹ می‌شد. همچنین ۲۵۱۰ جنگنده تهاجمی شامل ۵۳۵ سوخو-۱۷، ۸۳۰ سوخو ۲۴، ۳۴۰ سوخو-۲۵ و ۹۰۵ میگ-۲۷ می‌شد. همچنین ۷۴ سوخت رسان شامل ۱۴ ایلیوشین ایل-۷۸، ۲۰ توپولف تو-۱۶ و ۸۳۵ هواپیمای جنگ الکترونیک و ۵۷۷ هواپیمای حمل و نقل می‌شد. نیروی دریایی شوروی شامل ۵ ناو هواپیمابر، ۲ ناو هلیکوپتر بر، ۳ رزم‌ناو جنگی، ۳۰ رزم‌ناو، ۴۵ ناوشکن، ۱۱۳ ناوچه، ۱۲۴ ناوچه سبک، ۶۳ زیردریایی‌های موشک بالستیک، ۷۲ زیردریایی موشک کروز، ۶۸ زیردریایی حمله اتمی، ۶۳ زیردریایی تهاجمی، ۹ زیردریایی‌های کمکی، ۳۵ کشتی جنگی آبی خاکی و ۴۲۵ قایق گشتی می‌شد. نیروی دریایی شوروی دومین نیروی دریایی جهان پس از آمریکا بود.

### کاگ‌ب

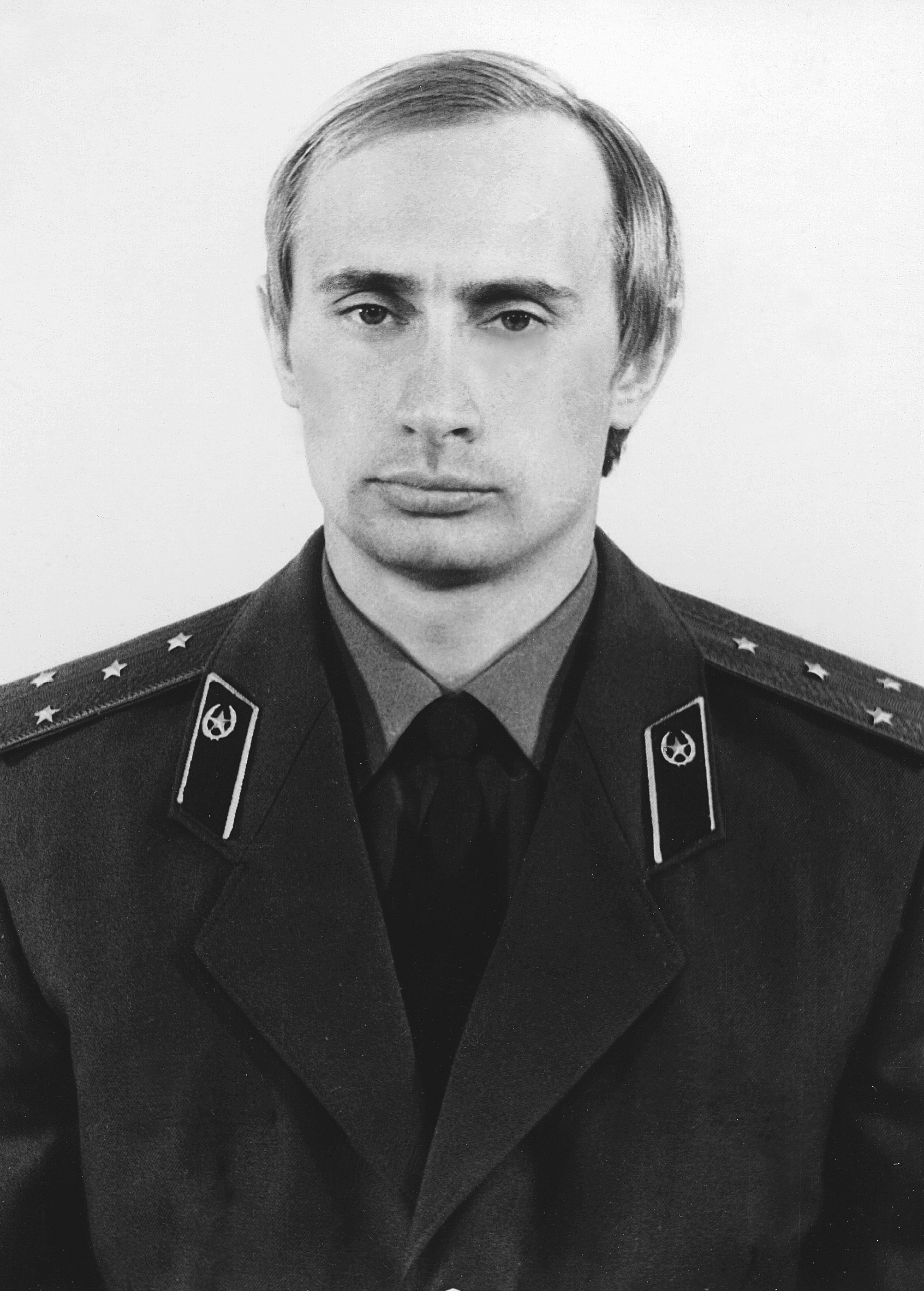
ولادیمیر پوتین با یونیفرم کاگ‌ب در سال ۱۹۸۰ میلادی

کاگ‌ب مخفف نام اداره اطلاعات و امنیت اتحاد جماهیر شوروی بود. نام کامل کاگ‌ب، به معنای کمیته امنیت دولتی (به روسی: Комите́т Госуда́рственной Безопа́сности) است. کاگ‌ب در سال ۱۹۵۳ از ادغام وزارت امنیت دولتی و وزارت امور داخلی و پس از مرگ ژوزف استالین، رهبر وقت اتحاد شوروی تشکیل شد. کاگ‌ب یک نام کلی برای فعالیت‌های سرویس اطلاعات شوروی، پلیس مخفی و آژانس اطلاعاتی آن کشور بود که با پیوستن «م ک و د» سازمان اطلاعات داخلی شوروی به «م و د» سازمان اطلاعات وزارت کشور شوروی به سال ۱۹۵۴ تأسیس شد در فاصله سال‌های ۱۹۵۴ تا ۱۹۹۱ (زمان سقوط شوروی) فعالیت داشت. به دنبال فروپاشی اتحاد شوروی در سال ۱۹۹۱ کاگ‌ب جای خود را به اف اس بی (سرویس ضد جاسوسی روسیه) داد، منتقدان عقیده دارند که این تغییر تنها در نام این سرویس است و کاگ‌ب همچنان به فعالیت‌های پشت پرده خود ادامه می‌دهد.

### چکا
چکا یا کمیسیون بایستار نخستین سازمان امنیتی شوروی بود که به دستور ولادیمیر لنین رهبر وقت آن کشور، تأسیس شد. این سازمان در جریان پاکسازی بزرگ در دوران زمام‌داری استالین نقش ویژه‌ای ایفا نمود و بسیاری از مخالفان را اعدام یا تبعید نمود. فلیکس ژرژینسکی نخستین رئیس چکا بود.

## میراث
میراث شوروی از زمان فروپاشی جماهیر ۱۵ یا ۱۶ گانه مورد گفتگو و پژوهش بسیاری از تاریخدانان، کارشناسان و صاحب‌نظاران بوده است، از جمله اینکه مهم‌ترین اتفاق سده بیستم که تاریخ معاصر جهان بر پایه آن ترسیم شده است مهم‌ترین نقش در تعیین نتیجه آن را شوروی ایفا کرده است:

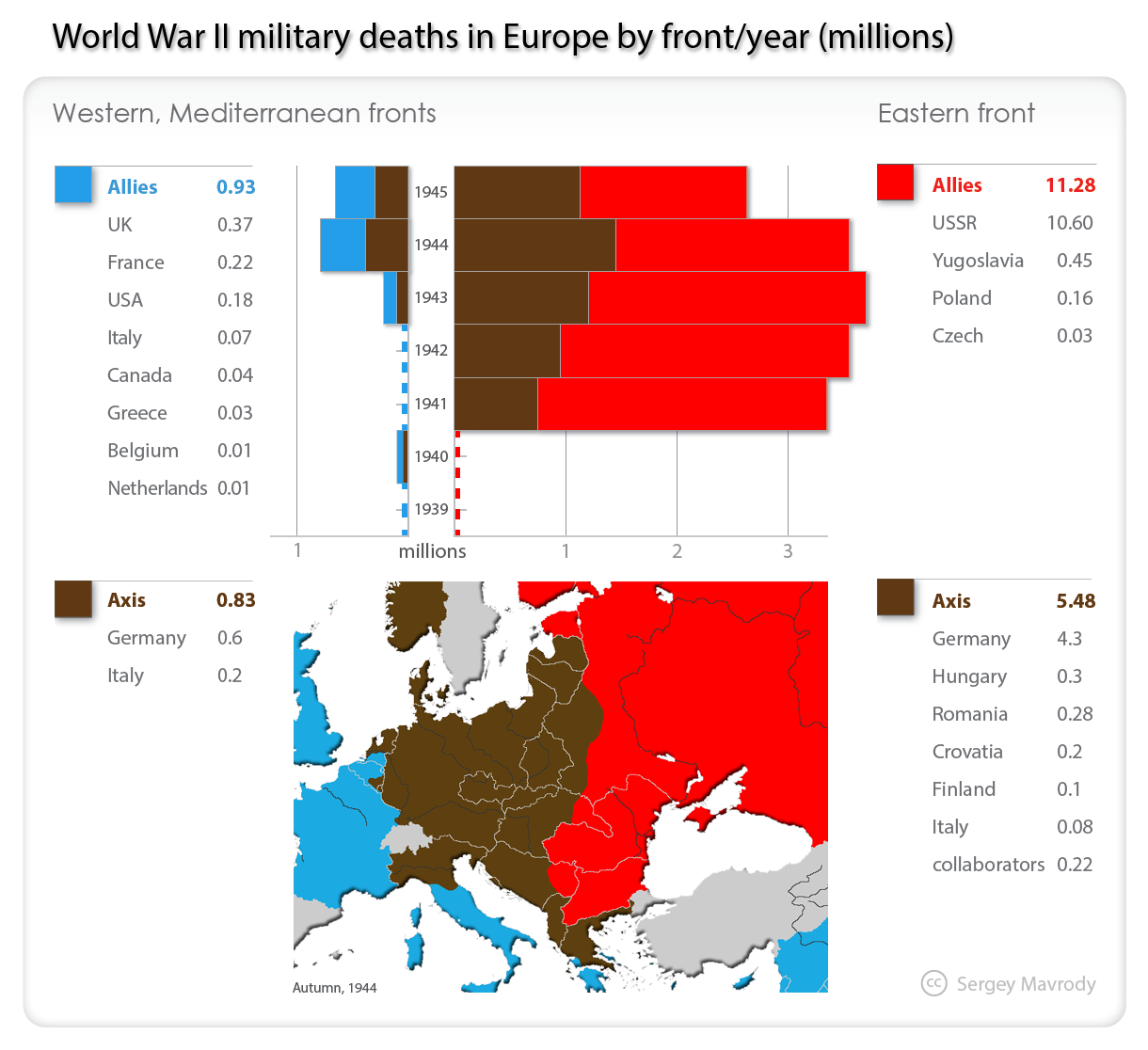
بیش از ۸۰٪ تلفات نظامی آلمان در دومین جنگ جهانی، در جبهه شرقی و جنگ با شوروی بوده است.

## نگارخانه

امپریالیسم شوروی در اوراسیا
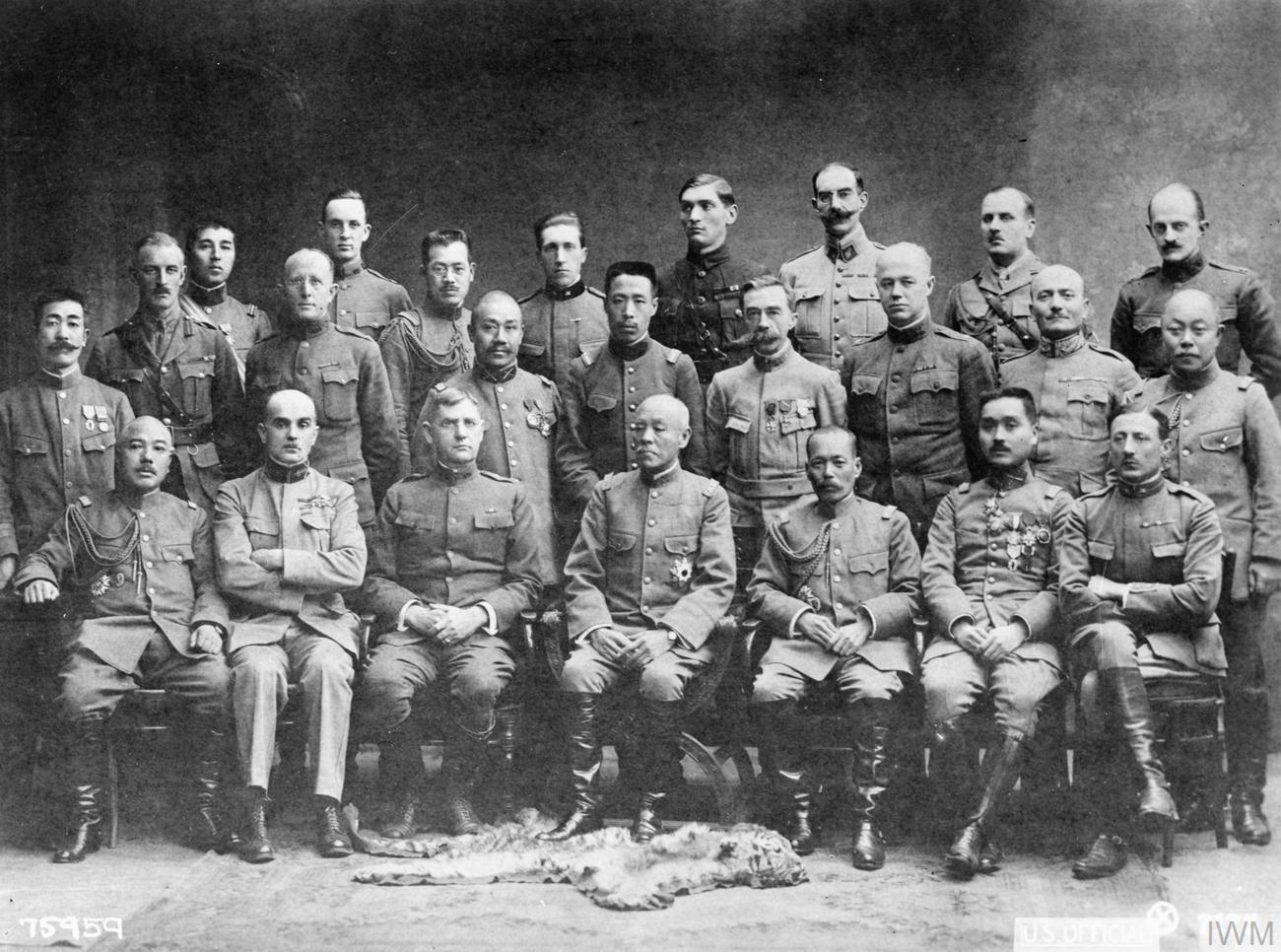
مداخله سیبری
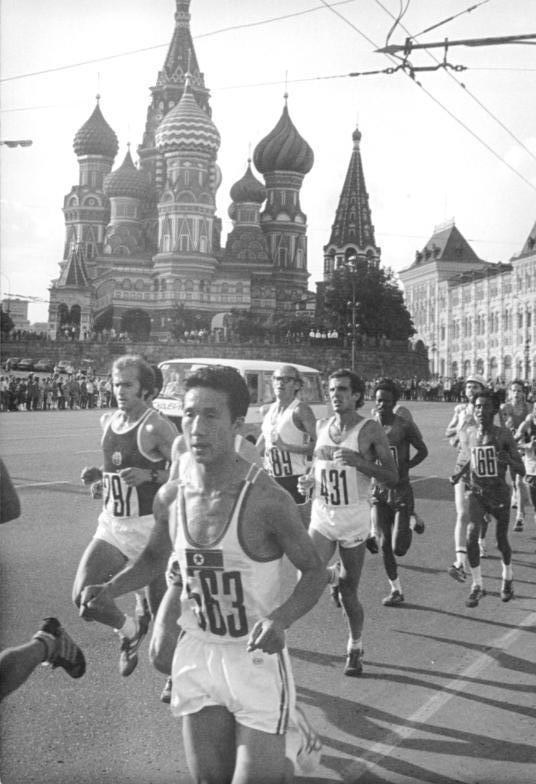
بازی‌های المپیک تابستانی ۱۹۸۰ در شوروی
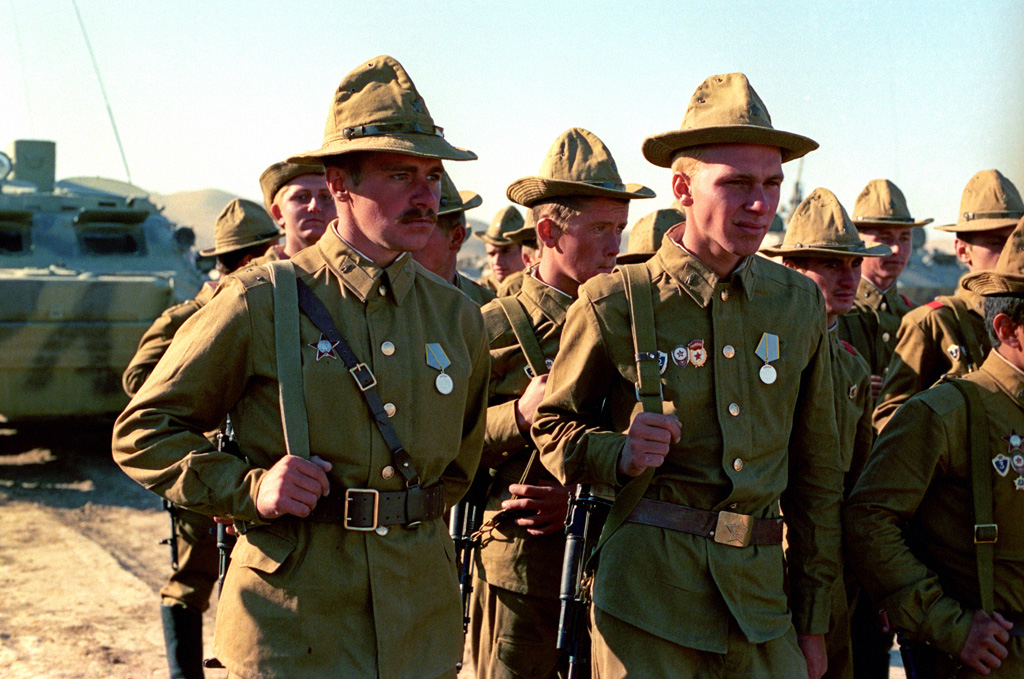
خروج شوروی از افغانستان
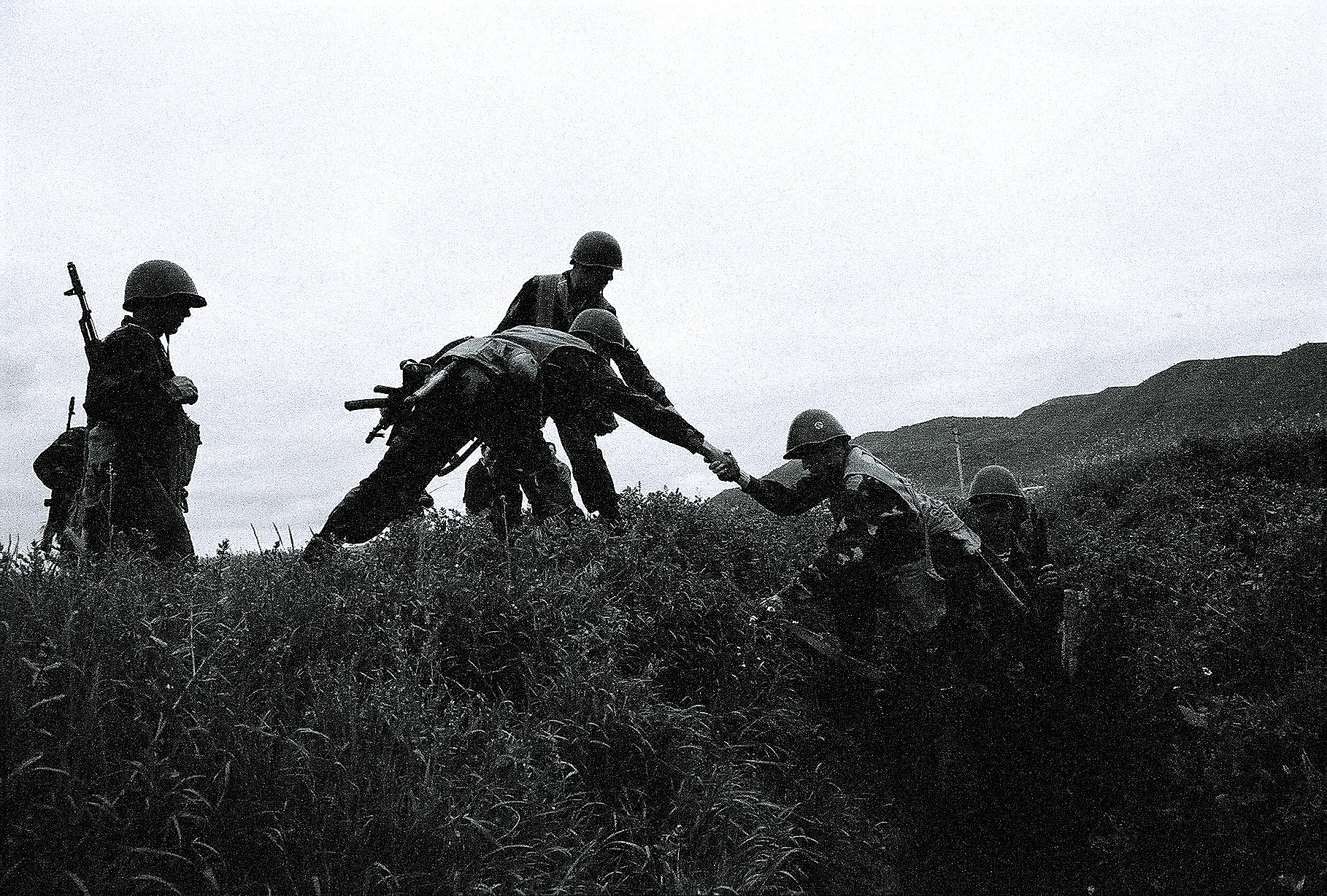
جنگ اول قره‌باغ
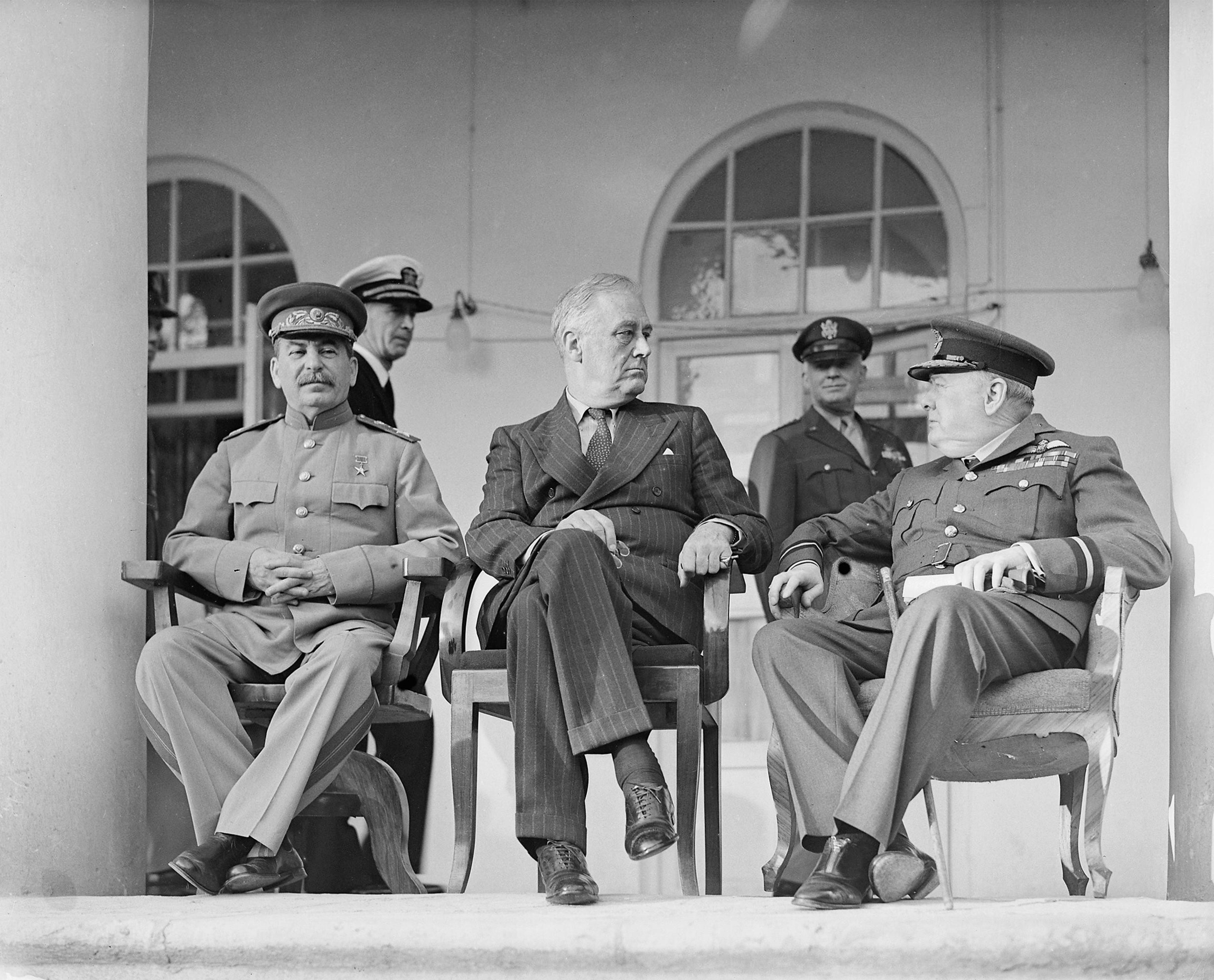
کنفرانس تهران در سفارت شوروی